# Panneau Histoire de Paris
Les panneaux « Histoire de Paris » (parfois appelés pelles ou sucettes Starck d'après le nom de leur concepteur, le designer Philippe Starck) sont des panneaux d'information sur l'histoire de Paris installés par la société JCDecaux devant certains monuments ou sites remarquables de la ville, parfois même disparus ou réduits à quelques restes (fortifications, couvents, prisons), tandis que d'autres sont liés à un lieu précis (une rue, une place, un pont) ou à des personnalités ayant eu un lien avec le lieu où la borne est installée (Marcel Aymé, Charles Péguy, Gérard Philipe, etc.).
D'autres thèmes apparaissent également, qui expriment la richesse de l'histoire de Paris : événements historiques, faits divers marquants, aspects économiques, innovations techniques.

## Caractéristiques

Le blason de Paris.

Chaque panneau prend la forme d'un aviron en fonte peint en gris sombre, en référence au blason de Paris, qui arbore un bateau à voile naviguant sur les flots et dont la devise est Fluctuat nec mergitur : « Il est battu par les flots, mais ne sombre pas ».
Le manche de l'« aviron » est enfoncé dans le sol ; la pelle, située à hauteur d'adulte, comporte dans son tiers supérieur, en traits rouges, une version stylisée du navire du blason de Paris, la mention « Histoire de Paris » et un court titre descriptif. Les deux tiers inférieurs portent un texte explicatif, en caractères blancs, ainsi généralement qu'une illustration, en rouge.
Les panneaux sont installés sur la voie publique. Ils traitent de sujets historiques divers (monuments existants ou disparus, événements, etc.).

## Historique
Les panneaux sont implantés à partir de 1992 sous le mandat de Jacques Chirac, alors maire de Paris. Le marché est remporté par la société JCDecaux, grâce à un modèle dessiné par Philippe Starck,.
Depuis 2009, la mairie de Paris verse 1,2 million d'euros par an à la société JCDecaux pour l'entretien des panneaux. La même année, un appel à projets est lancé pour les remplacer par des bornes interactives. En 2022, ce remplacement n'a toujours pas eu lieu, or de nombreux panneaux nécessiteraient d'être nettoyés ou réhabilités. Les panneaux et leurs textes dépendant de la société JCDecaux, ils peuvent être retirés à la fin du marché public la liant à la ville de Paris : leur existence est donc précaire. 
Le nombre de panneaux installés au total dans Paris varie suivant les sources : 767, 672[réf. nécessaire]... La ville de Paris n'en dispose pas d'un inventaire complet et détaillé. En date de 2011, il semblerait qu'une quarantaine ait disparu à la suite de travaux.

## Liste

### 1erarrondissement
| #  | Titre                             | Localisation                                                                                       | Note                                                                                | Coordonnées                      | Illustration |
| -- | --------------------------------- | -------------------------------------------------------------------------------------------------- | ----------------------------------------------------------------------------------- | -------------------------------- | ------------ |
| 1  | Quai des Orfèvres                 | Quai des Orfèvres, angle rue de Harlay                                                             |                                                                                     | 48° 51′ 20″ nord, 2° 20′ 35″ est |              |
| 2  | Pont-Neuf                         | Quai du Louvre, angle pont Neuf                                                                    | Un autre panneau traite du pont Neuf dans le 6e arrondissement                      | 48° 51′ 30″ nord, 2° 20′ 32″ est |              |
| 3  | Square du Vert-Galant             | Entrée du square du Vert-Galant                                                                    |                                                                                     | 48° 51′ 26″ nord, 2° 20′ 27″ est |              |
| 4  | Théâtre du Châtelet               | 1 place du Châtelet                                                                                |                                                                                     | 48° 51′ 27″ nord, 2° 20′ 48″ est |              |
| 5  | Chapelle Saint-Éloi des Orfèvres  | Rue des Orfèvres, angle rue Saint-Germain-l'Auxerrois                                              |                                                                                     | 48° 51′ 30″ nord, 2° 20′ 43″ est |              |
| 6  | La Place de l'École               | Place de l'École                                                                                   | Disparu après juin 2015 (à la première vitrine du magasin)                          | 48° 51′ 32″ nord, 2° 20′ 30″ est |              |
| 7  | Rue Saint-Honoré                  | 65 rue Saint-Honoré                                                                                |                                                                                     | 48° 51′ 40″ nord, 2° 20′ 41″ est |              |
| 8  | Rue Saint-Denis                   | Début de la rue Saint-Denis, côté rue de Rivoli                                                    | Disparu entre février 2009 et juillet 2012 ; à l'angle avec la rue des Halles.      |                                  |              |
| 9  | Église Saint-Leu-Saint-Gilles     | Rue Saint-Denis, angle rue du Cygne                                                                |                                                                                     | 48° 51′ 47″ nord, 2° 20′ 59″ est |              |
| 10 | Rue de la Grande-Truanderie       | Rue de la Grande-Truanderie, près de l'intersection avec la rue Saint-Denis                        | Disparu avant mai 2008 ; se trouvait près de l'intersection avec la rue Saint-Denis |                                  |              |
| 11 | Les Halles                        | Anciennement : angle rue Coquillière et rue du Jour. Depuis installé dans le jardin Nelson-Mandela |                                                                                     | 48° 51′ 48″ nord, 2° 20′ 38″ est |              |
| 12 | Fontaine des Innocents            | Angle rue Saint-Denis et rue Berger                                                                |                                                                                     | 48° 51′ 39″ nord, 2° 20′ 55″ est |              |
| 13 | Église Saint-Eustache             | Rue Rambuteau, angle rue du Jour                                                                   |                                                                                     | 48° 51′ 48″ nord, 2° 20′ 40″ est |              |
| 14 | Colonne Astrologique              | Rue de Viarmes                                                                                     | Disparu après septembre 2016.                                                       | 48° 51′ 45″ nord, 2° 20′ 34″ est |              |
| 15 | Bourse de Commerce                | Rue de Viarmes                                                                                     | Disparu après juin 2014.                                                            | 48° 51′ 47″ nord, 2° 20′ 33″ est |              |
| 16 | Hospice des Quinze-Vingts         | 159 rue Saint-Honoré                                                                               |                                                                                     | 48° 51′ 48″ nord, 2° 20′ 07″ est |              |
| 17 | Banque de France                  | 31 rue Croix-des-Petits-Champs                                                                     |                                                                                     | 48° 51′ 52″ nord, 2° 20′ 24″ est | ]            |
| 18 | Hôtel Lully                       | Rue des Petits-Champs, angle rue Sainte-Anne                                                       | ]                                                                                   | 48° 52′ 01″ nord, 2° 20′ 09″ est |              |
| 19 | Couvent et Club des Feuillants    | 229 rue Saint-Honoré                                                                               | ]                                                                                   | 48° 51′ 58″ nord, 2° 19′ 46″ est |              |
| 20 | Crédit Foncier de France          | Rue des Capucines, angle boulevard des Capucines                                                   | ]                                                                                   | 48° 52′ 11″ nord, 2° 19′ 42″ est |              |
| 21 | Porte Saint-Honoré                | 163 rue Saint-Honoré                                                                               |                                                                                     | 48° 51′ 48″ nord, 2° 20′ 06″ est |              |
| 22 | Cour des Comptes                  | Rue du Mont-Thabor, angle rue Cambon                                                               |                                                                                     | 48° 52′ 00″ nord, 2° 19′ 32″ est | ]            |
| 23 | Caisse d'Épargne de Paris         | 19 rue du Louvre                                                                                   | ]                                                                                   | 48° 51′ 53″ nord, 2° 20′ 34″ est | ]            |
| 24 | Galerie Véro-Dodat                | 2 rue du Bouloi                                                                                    |                                                                                     | 48° 51′ 47″ nord, 2° 20′ 23″ est | ]            |
| 25 | Église Notre-Dame de l'Assomption | 263 bis rue Saint-Honoré                                                                           |                                                                                     | 48° 52′ 03″ nord, 2° 19′ 32″ est |              |
| 26 | Église Saint-Roch                 | Rue Saint-Honoré, angle passage Saint-Roch                                                         | ]                                                                                   | 48° 51′ 53″ nord, 2° 19′ 56″ est |              |
| 27 | Hôtel de Noailles                 | 211 rue Saint-Honoré                                                                               |                                                                                     | 48° 51′ 55″ nord, 2° 19′ 52″ est |              |
| 28 | Rue de la Ferronnerie             | 6 rue de la Ferronnerie                                                                            |                                                                                     | 48° 51′ 37″ nord, 2° 20′ 50″ est |              |
| 29 | La mairie du 1er arrondissement   | | Disparu avant avril 2008.                                                           |                                  |              |
| 30 | Couvent et Club des Jacobins      | 14 rue du Marché-Saint-Honoré                                                                      |                                                                                     | 48° 51′ 59″ nord, 2° 19′ 53″ est |              |
| 31 | Porte de la Conférence            | Quai des Tuileries                                                                                 |                                                                                     | 48° 51′ 50″ nord, 2° 19′ 14″ est | ]            |
| 32 | Hôtel de Talleyrand-Périgord      | Rue Saint-Florentin, angle rue de Rivoli                                                           |                                                                                     | 48° 52′ 00″ nord, 2° 19′ 25″ est |              |
| 33 | La mort de Molière                | 40 rue de Richelieu                                                                                |                                                                                     | 48° 51′ 57″ nord, 2° 20′ 13″ est |              |
| 34 | Olympe de Gouges                  | 270 rue Saint-Honoré                                                                               |                                                                                     | 48° 51′ 52″ nord, 2° 20′ 00″ est |              |
| 35 | Église Saint-Germain l'Auxerrois  | Angle place du Louvre rue des Prêtres-Saint-Germain-l'Auxerrois                                    | Disparu avant avril 2008.                                                           |                                  | ]            |
| 36 | Les bouquinistes de la Seine      | Quai du Louvre, angle pont Neuf                                                                    | Deux autres panneaux traitent des bouquinistes dans le 4e et le 5e arrondissement   | 48° 51′ 31″ nord, 2° 20′ 32″ est |              |
| 37 | Oratoire du Louvre                | 147 rue Saint-Honoré                                                                               |                                                                                     | 48° 51′ 43″ nord, 2° 20′ 24″ est |              |
| 38 | L'éclairage public au XIXe siècle | 2 rue Saint-Denis                                                                                  |                                                                                     | 48° 51′ 29″ nord, 2° 20′ 51″ est |              |
| 39 | L'invention du parapluie          | Rue du Chevalier-de-Saint-George, angle rue Saint-Honoré                                           | Disparu entre juin 2015 et avril 2016.                                              | 48° 52′ 05″ nord, 2° 19′ 29″ est |              |

### 2earrondissement
| #  | Titre                          | Localisation                                                      | Note                                                                  | Coordonnées                      | Illus. |
| -- | ------------------------------ | ----------------------------------------------------------------- | --------------------------------------------------------------------- | -------------------------------- | ------ |
| 1  | Hôtel de Bourgogne             | 18 rue Étienne-Marcel                                             |                                                                       | 48° 51′ 51″ nord, 2° 20′ 53″ est |        |
| 2  | Hôpital de la Trinité          | 164 rue Saint-Denis, angle passage de la Trinité                  |                                                                       | 48° 51′ 57″ nord, 2° 21′ 03″ est |        |
| 3  | Rue Montorgueil                | Angle rue Montorgueil / rue Léopold-Bellan                        |                                                                       | 48° 51′ 59″ nord, 2° 20′ 50″ est |        |
| 4  | Hôtel de Rambouillet           | 3 rue d'Aboukir                                                   |                                                                       | 48° 51′ 58″ nord, 2° 20′ 31″ est |        |
| 5  | Notre-Dame-des-Victoires       | Place des Petits-Pères                                            |                                                                       | 48° 51′ 59″ nord, 2° 20′ 28″ est |        |
| 6  | Hôtel Bautru ou Colbert        | 6 rue des Petits-Champs                                           |                                                                       | 48° 51′ 59″ nord, 2° 20′ 21″ est |        |
| 7  | Hôtel Tubeuf                   | 8 rue des Petits-Champs                                           | (sur la gauche du portail) Disparu entre mai 2016 et septembre 2017.  | 48° 51′ 59″ nord, 2° 20′ 18″ est |        |
| 8  | Bibliothèque nationale         | 58 rue de Richelieu                                               | Disparu après août 2010 (importants et longs travaux sur le bâtiment) | 48° 52′ 05″ nord, 2° 20′ 18″ est |        |
| 9  | Hôtel de Nevers                | 58 bis rue de Richelieu, angle rue Colbert                        |                                                                       | 48° 52′ 06″ nord, 2° 20′ 18″ est |        |
| 10 | L'Opéra de la rue de Richelieu | Square Louvois, entrée côté rue de Richelieu                      |                                                                       | 48° 52′ 04″ nord, 2° 20′ 17″ est |        |
| 11 | Passage Choiseul               | 38 rue des Petits-Champs                                          |                                                                       | 48° 52′ 02″ nord, 2° 20′ 06″ est |        |
| 12 | Salle Ventadour                | Rue Dalayrac                                                      |                                                                       | 48° 52′ 03″ nord, 2° 20′ 06″ est |        |
| 13 | Théâtre des Bouffes-Parisiens  | 2-4 rue Monsigny                                                  |                                                                       | 48° 52′ 06″ nord, 2° 20′ 07″ est |        |
| 14 | Place Gaillon                  | Place Gaillon                                                     |                                                                       | 48° 52′ 08″ nord, 2° 20′ 03″ est |        |
| 15 | Hôtel de Mondragon             | 1 rue d'Antin                                                     |                                                                       | 48° 52′ 05″ nord, 2° 19′ 57″ est |        |
| 16 | Théâtre Daunou                 | 9 rue Daunou                                                      |                                                                       | 48° 52′ 10″ nord, 2° 19′ 55″ est |        |
| 17 | Couvent des Capucines          | Rue de la Paix angle rue des Capucines                            |                                                                       | 48° 52′ 06″ nord, 2° 19′ 49″ est |        |
| 18 | Rue du Ponceau                 | Rue du Ponceau, angle rue Saint-Denis                             |                                                                       | 48° 52′ 00″ nord, 2° 21′ 05″ est |        |
| 19 | La cour des Miracles           | Rue de Damiette, angle rue du Caire                               |                                                                       | 48° 52′ 05″ nord, 2° 20′ 54″ est |        |
| 20 | Place, passage et rue du Caire | Jonction Place, passage et rue du Caire                           |                                                                       | 48° 52′ 05″ nord, 2° 20′ 56″ est |        |
| 21 | Cinéma Rex                     | 35 rue Poissonnière                                               |                                                                       | 48° 52′ 13″ nord, 2° 20′ 52″ est |        |
| 22 | La presse                      | 144 rue Montmartre                                                | Anciens locaux des journaux La France, Le Radical et L'Aurore         | 48° 52′ 08″ nord, 2° 20′ 36″ est |        |
| 23 | Notre-Dame de Bonne-Nouvelle   | 21-23 rue de la Lune                                              |                                                                       | 48° 52′ 11″ nord, 2° 21′ 00″ est |        |
| 24 | Théâtre des Variétés           | 7 boulevard Montmartre                                            |                                                                       | 48° 52′ 17″ nord, 2° 20′ 32″ est |        |
| 25 | Passage des Panoramas          | Boulevard Montmartre, angle passage des Panoramas                 |                                                                       | 48° 52′ 18″ nord, 2° 20′ 30″ est |        |
| 26 | La Bourse                      | Place de la Bourse, sortie Palais Brongniart de la station Bourse |                                                                       | 48° 52′ 08″ nord, 2° 20′ 26″ est |        |
| 27 | Rue des Colonnes               | Rue de la Bourse, angle rue des Colonnes                          |                                                                       | 48° 52′ 10″ nord, 2° 20′ 22″ est |        |
| 28 | Les Grands Boulevards          | 1 bis boulevard des Italiens                                      |                                                                       | 48° 52′ 18″ nord, 2° 20′ 23″ est |        |
| 29 | Salle Favart                   | Angle rue de Marivaux / place Boieldieu                           |                                                                       | 48° 52′ 15″ nord, 2° 20′ 15″ est |        |
| 30 | L'hôtel du Crédit Lyonnais     | Boulevard des Italiens, angle rue de Choiseul                     |                                                                       | 48° 52′ 16″ nord, 2° 20′ 10″ est |        |
| 31 | Révolution de février 1848     | 17 boulevard des Capucines                                        |                                                                       | 48° 52′ 14″ nord, 2° 19′ 55″ est |        |
| 32 | Église Saint-Sauveur           | 4 rue Saint-Sauveur                                               |                                                                       | 48° 51′ 57″ nord, 2° 21′ 00″ est |        |
| 33 | La Pâtisserie Stohrer          | 51 rue Montorgueil                                                |                                                                       | 48° 51′ 55″ nord, 2° 20′ 49″ est |        |
| 34 | Le Compas d'Or                 | 24 rue Marie-Stuart                                               |                                                                       | 48° 51′ 55″ nord, 2° 20′ 50″ est |        |
| 35 | Le Rocher de Cancale           | 59 rue Montorgueil                                                | Panneau déplacé de l'autre côté de la rue à la suite de travaux.      | 48° 51′ 56″ nord, 2° 20′ 49″ est |        |
| 36 | Théâtre de la Michodière       | 4 rue de La Michodière                                            |                                                                       | 48° 52′ 09″ nord, 2° 20′ 04″ est |        |
| 37 | La rue d'Argout                | Angle rue d'Argout / rue Montmartre                               |                                                                       | 48° 51′ 58″ nord, 2° 20′ 40″ est |        |
| 38 | La rue Dussoubs                | 23 rue Dussoubs                                                   |                                                                       | 48° 51′ 58″ nord, 2° 20′ 57″ est |        |
| 39 | La rue de la Jussienne         |                                                                   |                                                                       | 48° 51′ 56″ nord, 2° 20′ 40″ est |        |
| 40 | La rue Léopold-Bellan          | 17 rue Léopold-Bellan                                             |                                                                       | 48° 52′ 00″ nord, 2° 20′ 44″ est |        |
| 41 | La rue Marie-Stuart            | Rue Marie-Stuart, angle rue Dussoubs                              |                                                                       | 48° 51′ 54″ nord, 2° 20′ 54″ est |        |
| 42 | La rue Montmartre              | Rue Montmartre, angle rue Étienne-Marcel                          |                                                                       | 48° 51′ 54″ nord, 2° 20′ 43″ est |        |
| 43 | Le second Rocher de Cancale    | 78 rue Montorgueil                                                |                                                                       | 48° 51′ 56″ nord, 2° 20′ 50″ est |        |
| 44 | La rue Tiquetonne              | 13 rue Tiquetonne                                                 |                                                                       | 48° 51′ 52″ nord, 2° 20′ 56″ est |        |
| 45 | La rue Réaumur                 | 132 rue Réaumur                                                   |                                                                       | 48° 52′ 07″ nord, 2° 20′ 31″ est |        |
| 46 | La rue du Croissant            | 2 rue du Croissant                                                |                                                                       | 48° 52′ 07″ nord, 2° 20′ 44″ est |        |
| 47 | La rue d'Aboukir               | Angle rue d'Aboukir / rue Saint-Philippe                          |                                                                       | 48° 52′ 07″ nord, 2° 20′ 59″ est |        |
| 48 | La rue Saint-Denis             | 135 rue Saint-Denis                                               |                                                                       | 48° 51′ 50″ nord, 2° 21′ 00″ est |        |
| 49 | Mairie du 2e arrondissement    | 8 rue de la Banque                                                |                                                                       | 48° 52′ 01″ nord, 2° 20′ 25″ est |        |
| 50 | La galerie Vivienne            | 4 rue des Petits-Champs, entrée de la galerie Vivienne            |                                                                       | 48° 51′ 58″ nord, 2° 20′ 22″ est |        |
| 51 | Le passage du Saumon           | 8 rue Bachaumont, entrée du passage Ben-Aïad                      |                                                                       | 48° 51′ 58″ nord, 2° 20′ 46″ est |        |
| 52 | La rue Mandar                  | 9 rue Mandar                                                      |                                                                       | 48° 51′ 56″ nord, 2° 20′ 44″ est |        |
| 53 | Place des Victoires            | Rue d'Aboukir, angle place des Victoires                          |                                                                       | 48° 51′ 57″ nord, 2° 20′ 30″ est |        |
| 54 | Palais Brongniart              | face à la rue de la Bourse                                        | Disparu avant 2008 (?)                                                | 48° 52′ 09″ nord, 2° 20′ 26″ est |        |
| 55 | Le Grand Rex                   | 35 rue Poissonnière                                               |                                                                       | 48° 52′ 13″ nord, 2° 20′ 52″ est |        |

### 3earrondissement
| #  | Titre                                                  | Localisation                                     | Note | Coordonnées                          | Illus. |
| -- | ------------------------------------------------------ | ------------------------------------------------ | --- | ------------------------------------ | ------ |
| 1  | Hôtel de Saint-Aignan                                  | 71 rue du Temple                                 | | 48° 51′ 39″ nord, 2° 21′ 20″ est     |        |
| 2  | Saint-Denis-du-Saint-Sacrement                         | 70 rue de Turenne                                | | 48° 51′ 36″ nord, 2° 21′ 53″ est     |        |
| 3  | Hôtel le Peletier de Saint-Fargeau                     | 29 rue de Sévigné                                | Disparu entre août 2017 et juillet 2018. (Sur la droite du portail)                                           | 48° 51′ 28″ nord, 2° 21′ 48″ est     |        |
| 4  | Hôtel Carnavalet                                       | 23 rue de Sévigné                                | | 48° 51′ 25″ nord, 2° 21′ 46″ est     |        |
| 5  | Hôtel Libéral Bruant                                   | 1 rue de la Perle                                | | 48° 51′ 33″ nord, 2° 21′ 43″ est     |        |
| 6  | Hôtel de Donon                                         | 8 rue Elzévir                                    | | 48° 51′ 30″ nord, 2° 21′ 42″ est     |        |
| 7  | Hôtel de Marle                                         | 11 rue Payenne                                   | | 48° 51′ 28″ nord, 2° 21′ 44″ est     |        |
| 8  | Hôtel Mortier de Sandreville                           | 26 rue des Francs-Bourgeois                      | | 48° 51′ 28″ nord, 2° 21′ 38″ est     |        |
| 9  | Hôtel d'Alméras                                        | 30 rue des Francs-Bourgeois                      | | 48° 51′ 29″ nord, 2° 21′ 36″ est     |        |
| 10 | Impasse des Arbalétriers                               | 40 rue des Francs-Bourgeois                      | | 48° 51′ 30″ nord, 2° 21′ 34″ est     |        |
| 11 | Hôtel Salé                                             | 5 rue de Thorigny                                | | 48° 51′ 34″ nord, 2° 21′ 45″ est     |        |
| 12 | Église Saint-Jean-Saint-François                       | 13 rue du Perche                                 | | 48° 51′ 40″ nord, 2° 21′ 39″ est     |        |
| 13 | Hôtel de Rohan                                         | 87 rue Vieille-du-Temple                         | | 48° 51′ 34″ nord, 2° 21′ 36″ est     |        |
| 14 | Hôtel de Soubise                                       | 60 rue des Francs-Bourgeois                      | | 48° 51′ 36″ nord, 2° 21′ 26″ est     |        |
| 15 | Hôtel de Guénégaud                                     | 60 rue des Archives                              | | 48° 51′ 41″ nord, 2° 21′ 30″ est     |        |
| 16 | Hôtel de Montmor                                       | 79 rue du Temple                                 | | 48° 51′ 41″ nord, 2° 21′ 22″ est     |        |
| 17 | Hôtel d'Hallwyll                                       | 28 rue Michel-le-Comte                           | | 48° 51′ 45″ nord, 2° 21′ 18″ est     |        |
| 18 | Maison de Nicolas Flamel                               | 53 rue de Montmorency, angle rue Saint-Martin    | | 48° 51′ 49″ nord, 2° 21′ 10″ est     |        |
| 19 | Église Saint-Nicolas-des-Champs                        | 252 bis rue Saint-Martin                         | | 48° 51′ 56″ nord, 2° 21′ 14″ est     |        |
| 20 | Théâtre de la Gaité Lyrique                            | Rue Papin                                        | Disparu avant juin 2014.                                                                                      |                                      |        |
| 21 | Le Prieuré Saint-Martin-des-Champs                     | 292 rue Saint-Martin                             | | 48° 52′ 01″ nord, 2° 21′ 16″ est     |        |
| 22 | Hôtel Jean-Bart                                        | 4 rue Chapon                                     | | 48° 51′ 47″ nord, 2° 21′ 26″ est     |        |
| 23 | Église Sainte-Élisabeth                                | 195 rue du Temple                                | | 48° 51′ 57″ nord, 2° 21′ 39″ est     |        |
| 24 | Hôtel d'Ecquevilly dit du Grand Veneur                 | 60 rue de Turenne                                | | 48° 51′ 33″ nord, 2° 21′ 53″ est     |        |
| 25 | L'enclos du Temple                                     | 13 rue Dupetit-Thouars                           | | 48° 51′ 55″ nord, 2° 21′ 43″ est     |        |
| 26 | Le donjon du Temple                                    | 2 rue Eugène-Spuller, entrée du square du Temple | | 48° 51′ 51″ nord, 2° 21′ 41″ est     |        |
| 27 | La maison natale de George Sand                        | 44 rue Meslay                                    | | 48° 52′ 06″ nord, 2° 21′ 27″ est     |        |
| 28 | Le couvent des Madelonnettes                           | 17, rue des Fontaines-du-Temple                  | | 48° 51′ 57″ nord, 2° 21′ 30″ est     |        |
| 29 | Le grand hôtel d'Estrées                               | 69 rue des Gravilliers                           | | 48° 51′ 52″ nord, 2° 21′ 15″ est     |        |
| 30 | Hôtel de Cagliostro                                    | 1 rue Saint-Claude                               | | 48° 51′ 36″ nord, 2° 22′ 02″ est     |        |
| 31 | La dernière demeure de Béranger                        | 5-5 bis rue Béranger                             | | 48° 51′ 55″ nord, 2° 21′ 51″ est     |        |
| 32 | Gassendi                                               | 79 rue du Temple                                 | | 48° 51′ 41″ nord, 2° 21′ 23″ est     |        |
| 33 | La Bruyère                                             | 68 rue de Turenne                                | | 48° 51′ 35″ nord, 2° 21′ 53″ est     |        |
| 34 | Domicile de Jean le Rond D'Alembert et de sa nourrice. | 21 rue Michel-le-Comte                           | La plaque se trompe sur la rente annuelle versée à d'Alembert ainsi que sur le temps qu'il vécut au domicile. | 48° 51′ 45″ nord, 2° 21′ 20″ est     |        |
| 35 | Jean Bart                                              | Rue Chapon / Rue du Temple                       | (voir au n°22 l'Hôtel Jean-Bart)                                                                              | 48° 51′ 47″ nord, 2° 21′ 28″ est     |        |
| 36 | Les Archives nationales                                | 58 rue des Francs-Bourgeois                      | | 48° 51′ 35″ nord, 2° 21′ 27″ est     |        |
| 37 | Georges Méliès                                         | 29 boulevard Saint-Martin                        | | 48° 52′ 06″ nord, 2° 21′ 32″ est     |        |
| 38 | L'invention des fiacres                                | 203 bis rue Saint-Martin                         | | 48° 51′ 49″ nord, 2° 21′ 10″ est     |        |
| 39 | Hôtel Hérouet                                          | 40 rue des Francs-Bourgeois                      | | 48.85843062235739, 2.359233906524105 |        |

### 4earrondissement
| #  | Titre                                        | Localisation                                                                        | Note                                                                                               | Coordonnées                      | Illus. |
| -- | -------------------------------------------- | ----------------------------------------------------------------------------------- | -------------------------------------------------------------------------------------------------- | -------------------------------- | ------ |
| 1  | Square Jean XXIII                            | Entrée du square Jean-XXIII, angle quai de l'Archevêché / rue du Cloître-Notre-Dame | | 48° 51′ 09″ nord, 2° 21′ 07″ est |        |
| 2  | Tribunal de Commerce                         | 1 boulevard du Palais                                                               | | 48° 51′ 20″ nord, 2° 20′ 47″ est |        |
| 3  | Île Saint-Louis                              | Quai de l'Archevêché, angle pont Saint-Louis                                        | | 48° 51′ 09″ nord, 2° 21′ 08″ est |        |
| 4  | Jeu de Paume                                 | 54 rue Saint-Louis-en-l'Île                                                         | | 48° 51′ 07″ nord, 2° 21′ 22″ est |        |
| 5  | Le Châtelet                                  | Vers l'avenue Victoria                                                              | Disparu (avant mai 2008 ?)                                                                         |                                  |        |
| 6  | Hôtel de Ville                               | Place de l'Hôtel-de-Ville - Esplanade de la Libération                              | | 48° 51′ 26″ nord, 2° 21′ 06″ est |        |
| 7  | Place de Grève                               | Place de l'Hôtel-de-Ville - Esplanade de la Libération                              | | 48° 51′ 26″ nord, 2° 21′ 08″ est |        |
| 8  | Hôtel de Beauvais                            | Rue François-Miron                                                                  | Disparu (avant mai 2008 ?)                                                                         |                                  |        |
| 9  | Rue Saint-Antoine                            | 137 rue Saint-Antoine                                                               | | 48° 51′ 19″ nord, 2° 21′ 35″ est |        |
| 10 | Lycée Charlemagne                            | 103 rue Saint-Antoine                                                               | | 48° 51′ 18″ nord, 2° 21′ 41″ est |        |
| 11 | Église Saint-Paul-Saint-Louis                | 97 rue Saint-Antoine                                                                | | 48° 51′ 17″ nord, 2° 21′ 42″ est |        |
| 12 | Hôtel de Mayenne                             | 21 rue Saint-Antoine                                                                | | 48° 51′ 13″ nord, 2° 21′ 57″ est |        |
| 13 | Temple Sainte-Marie                          | 17 rue Saint-Antoine                                                                | | 48° 51′ 12″ nord, 2° 21′ 59″ est |        |
| 14 | Enceinte de Philippe Auguste                 | 9 rue Charlemagne                                                                   | Deux autres panneaux traitent de l'enceinte de Philippe Auguste dans le 5e et le 6e arrondissement | 48° 51′ 15″ nord, 2° 21′ 39″ est |        |
| 15 | Hôtel de Sens                                | 1 rue du Figuier                                                                    | | 48° 51′ 12″ nord, 2° 21′ 33″ est |        |
| 16 | Hôtel Fieubet                                | 2 quai des Célestins                                                                | | 48° 51′ 06″ nord, 2° 21′ 44″ est |        |
| 17 | Couvent des Célestins                        | 18 boulevard Henri-IV                                                               | | 48° 51′ 05″ nord, 2° 21′ 50″ est |        |
| 18 | Bibliothèque de l'Arsenal                    | 18 boulevard Morland                                                                | | 48° 51′ 00″ nord, 2° 21′ 49″ est |        |
| 19 | Préfecture de Paris et Île Louviers          | 17 boulevard Morland                                                                | (août 2021 : façade en travaux)                                                                    | 48° 50′ 59″ nord, 2° 21′ 49″ est |        |
| 20 | Port de l'Arsenal                            | Boulevard Bourdon                                                                   | | 48° 51′ 07″ nord, 2° 22′ 05″ est |        |
| 21 | La Bastille                                  | Place de la Bastille                                                                | | 48° 51′ 12″ nord, 2° 22′ 06″ est |        |
| 22 | Rue Quincampoix                              | 2 rue Quincampoix                                                                   | | 48° 51′ 33″ nord, 2° 20′ 58″ est |        |
| 23 | Le Pletzl                                    | 19 rue Ferdinand-Duval                                                              | | 48° 51′ 25″ nord, 2° 21′ 35″ est |        |
| 24 | Synagogue                                    | Rue Pavée                                                                           | Disparu avant avril 2008 (?)                                                                       | 48° 51′ 22″ nord, 2° 21′ 38″ est |        |
| 25 | Prisons de la Force                          | 22 rue Malher                                                                       | | 48° 51′ 24″ nord, 2° 21′ 42″ est |        |
| 26 | Place des Vosges                             | Place des Vosges, entrée nord-ouest du square Louis-XIII                            | | 48° 51′ 22″ nord, 2° 21′ 54″ est |        |
| 27 | Maisons du Moyen Âge                         | 11-13 rue François-Miron, angle rue Cloche-Perce                                    | | 48° 51′ 21″ nord, 2° 21′ 25″ est |        |
| 28 | L'orme Saint-Gervais                         | Place Saint-Gervais, angle rue François-Miron                                       | | 48° 51′ 21″ nord, 2° 21′ 16″ est |        |
| 29 | Les feux de la Saint-Jean                    | Quai de l'Hôtel-de-Ville                                                            | | 48° 51′ 21″ nord, 2° 21′ 06″ est |        |
| 30 | L'Arche Marion                               | Rue d'Arcole, angle quai de la Corse                                                | | 48° 51′ 18″ nord, 2° 21′ 00″ est |        |
| 31 | La tour Barbeau                              | 32 quai des Célestins                                                               | | 48° 51′ 10″ nord, 2° 21′ 35″ est |        |
| 32 | Les bouquinistes de la Seine                 | Quai de l'Hôtel-de-Ville, angle pont Marie                                          | Deux autres panneaux traitent des bouquinistes dans le 1er et le 4e arrondissement                 | 48° 51′ 12″ nord, 2° 21′ 27″ est |        |
| —  | Libération de Paris (15 août - 28 août 1944) | 9 boulevard du Palais                                                               | Panneau non-standard portant la mention de la préfecture de Paris                                  | 48° 51′ 17″ nord, 2° 20′ 44″ est |        |

### 5earrondissement
| #  | Titre                                                                        | Localisation                                                           | Note                                                                                               | Coordonnées                      | Illus. |
| -- | ---------------------------------------------------------------------------- | ---------------------------------------------------------------------- | -------------------------------------------------------------------------------------------------- | -------------------------------- | ------ |
| 1  | L'église Saint-Séverin                                                       | Rue des Prêtres-Saint-Séverin                                          | | 48° 51′ 08″ nord, 2° 20′ 43″ est |        |
| 2  | Rue de la Huchette                                                           | Rue du Chat-qui-Pêche, angle rue de la Huchette                        | | 48° 51′ 11″ nord, 2° 20′ 46″ est |        |
| 3  | Rue Galande                                                                  | 56 rue Galande                                                         | | 48° 51′ 08″ nord, 2° 20′ 47″ est |        |
| 4  | Église Saint-Julien-le-Pauvre                                                | 1 rue Saint-Julien-le-Pauvre                                           | | 48° 51′ 08″ nord, 2° 20′ 49″ est |        |
| 5  | La place Maubert                                                             | Place Maubert                                                          | | 48° 51′ 01″ nord, 2° 20′ 56″ est |        |
| 6  | Hôtel de Nesmond                                                             | 57 quai de la Tournelle                                                | | 48° 51′ 03″ nord, 2° 21′ 05″ est |        |
| 7  | Église Saint-Nicolas-du-Chardonnet                                           | Rue des Bernardins, devant l'entrée de l'église                        | | 48° 50′ 56″ nord, 2° 21′ 00″ est |        |
| 8  | Institut du Monde Arabe                                                      | Rue des Fossés-Saint-Bernard                                           | Disparu (avant mai 2008 ?)                                                                         |                                  |        |
| 9  | Les Thermes du Nord                                                          | face au 35 rue Du Sommerard                                            | Disparu après juillet 2015 (secteur en travaux depuis)                                             | 48° 51′ 02″ nord, 2° 20′ 36″ est |        |
| 10 | L'Hôtel des Abbés de Cluny                                                   | Place Paul-Painlevé                                                    | | 48° 51′ 01″ nord, 2° 20′ 38″ est |        |
| 11 | Le Collège de France                                                         | 11 place Marcelin-Berthelot                                            | | 48° 50′ 57″ nord, 2° 20′ 44″ est |        |
| 12 | La faculté de Droit                                                          | Place du Panthéon                                                      | | 48° 50′ 48″ nord, 2° 20′ 41″ est |        |
| 13 | Le Panthéon                                                                  | Place du Panthéon                                                      | | 48° 50′ 46″ nord, 2° 20′ 42″ est |        |
| 14 | La bibliothèque Sainte-Geneviève                                             | Place du Panthéon                                                      | | 48° 50′ 49″ nord, 2° 20′ 45″ est |        |
| 15 | La tour de Calvin                                                            | 21 rue Valette                                                         | | 48° 50′ 49″ nord, 2° 20′ 48″ est |        |
| 16 | Église Saint-Étienne du Mont                                                 | Place du Panthéon, angle rue Clovis                                    | | 48° 50′ 47″ nord, 2° 20′ 51″ est |        |
| 17 | Lycée Henri IV                                                               | 23 rue Clovis                                                          | | 48° 50′ 47″ nord, 2° 20′ 51″ est |        |
| 18 | Ancienne École Polytechnique                                                 | 5 rue Descartes                                                        | | 48° 50′ 50″ nord, 2° 20′ 55″ est |        |
| 19 | Collège des Écossais                                                         | 65 rue du Cardinal-Lemoine                                             | | 48° 50′ 45″ nord, 2° 21′ 03″ est |        |
| 20 | Hôtel Le Brun                                                                | 49 rue du Cardinal-Lemoine                                             | Disparu entre juin 2012 (à gauche du portail métallique) et juillet 2014.                          | 48° 50′ 49″ nord, 2° 21′ 08″ est |        |
| 21 | Les Arènes de Lutèce                                                         | 49 rue Monge                                                           | | 48° 50′ 42″ nord, 2° 21′ 08″ est |        |
| 22 | Le Jardin des Plantes                                                        | Angle rue Geoffroy-Saint-Hilaire / rue Buffon                          | | 48° 50′ 29″ nord, 2° 21′ 22″ est |        |
| 23 | Rue Mouffetard                                                               | 67 rue Mouffetard                                                      | | 48° 50′ 33″ nord, 2° 20′ 59″ est |        |
| 24 | La Mosquée                                                                   | Place du Puits-de-l'Ermite                                             | | 48° 50′ 32″ nord, 2° 21′ 17″ est |        |
| 25 | Saint-Jacques-du-Haut-Pas                                                    | 250 rue Saint-Jacques                                                  | | 48° 50′ 37″ nord, 2° 20′ 30″ est |        |
| 26 | Le Val de Grâce                                                              | Place Alphonse-Laveran                                                 | | 48° 50′ 27″ nord, 2° 20′ 28″ est |        |
| 27 | Église Saint-Médard                                                          | 139, rue Mouffetard                                                    | | 48° 50′ 23″ nord, 2° 21′ 00″ est |        |
| 28 | Le marché aux chevaux                                                        | 5 rue Geoffroy-Saint-Hilaire                                           | | 48° 50′ 20″ nord, 2° 21′ 25″ est |        |
| 29 | Le berceau de l'Université                                                   | Rue Lagrange, entrée du square René-Viviani                            | | 48° 51′ 06″ nord, 2° 20′ 52″ est |        |
| 30 | Saint-Benoît le Bétourné                                                     | 123 rue Saint-Jacques                                                  | | 48° 50′ 55″ nord, 2° 20′ 40″ est |        |
| 31 | Collège Coqueret et la naissance de la Pléiade                               | 11 impasse Chartière                                                   | Disparu avant juin 2008 (?)                                                                        | 48° 50′ 53″ nord, 2° 20′ 46″ est |        |
| 32 | Paul-Louis Courier                                                           | 11 rue de l'Estrapade                                                  | | 48° 50′ 41″ nord, 2° 20′ 49″ est |        |
| 33 | La fontaine Cuvier                                                           | 20 rue Cuvier                                                          | | 48° 50′ 38″ nord, 2° 21′ 18″ est |        |
| 34 | L'hôtel de Scipion Sardini                                                   | 13 rue Scipion                                                         | | 48° 50′ 19″ nord, 2° 21′ 12″ est |        |
| 35 | Enceinte de Philippe Auguste                                                 | 5 rue Clovis                                                           | Deux autres panneaux traitent de l'enceinte de Philippe Auguste dans le 4e et le 6e arrondissement | 48° 50′ 45″ nord, 2° 21′ 00″ est |        |
| 36 | La Sorbonne                                                                  | 19 rue de la Sorbonne                                                  | | 48° 50′ 55″ nord, 2° 20′ 35″ est |        |
| 37 | Émile Durkheim                                                               | 260 rue Saint-Jacques                                                  | | 48° 50′ 33″ nord, 2° 20′ 29″ est |        |
| 38 | Dante rédige la Divine Comédie                                               | Angle rue du Fouarre et rue Lagrange                                   | | 48° 51′ 06″ nord, 2° 20′ 52″ est |        |
| 39 | Charles Péguy                                                                | 21 rue des Fossés-Saint-Jacques                                        | | 48° 50′ 43″ nord, 2° 20′ 42″ est |        |
| 40 | Cyrano de Bergerac                                                           | 9 rue Jean-de-Beauvais                                                 | | 48° 50′ 59″ nord, 2° 20′ 50″ est |        |
| 41 | Ampère découvre l'électrodynamique                                           | 55 rue du Cardinal-Lemoine, angle rue Monge                            | | 48° 50′ 48″ nord, 2° 21′ 07″ est |        |
| 42 | La mairie du 5e arrondissement                                               | Place du Panthéon                                                      | | 48° 50′ 47″ nord, 2° 20′ 40″ est |        |
| 43 | Hôtel de Laffemas                                                            | 14 rue Saint-Julien-le-Pauvre                                          | | 48° 51′ 08″ nord, 2° 20′ 49″ est |        |
| 44 | Hôtel du duc d'Orléans                                                       | 30 rue Descartes                                                       | | 48° 50′ 47″ nord, 2° 20′ 56″ est |        |
| 45 | Les premiers paratonnerres                                                   | 46 rue des Boulangers, angle rue Monge                                 | | 48° 50′ 47″ nord, 2° 21′ 07″ est |        |
| 46 | Les avaleurs de nefs                                                         | Quai de la Tournelle                                                   | | 48° 51′ 02″ nord, 2° 21′ 13″ est |        |
| 47 | Les Bateaux-Omnibus                                                          | Quai de Montebello, angle pont au Double                               | | 48° 51′ 09″ nord, 2° 20′ 55″ est |        |
| 48 | Collège des Grassins                                                         | 6 rue Laplace                                                          | | 48° 50′ 50″ nord, 2° 20′ 51″ est |        |
| 49 | Collège Sainte-Barbe                                                         | 4 rue Valette                                                          | | 48° 50′ 51″ nord, 2° 20′ 48″ est |        |
| 50 | Collège des Irlandais                                                        | 5 rue des Irlandais                                                    | | 48° 50′ 39″ nord, 2° 20′ 46″ est |        |
| 51 | Le Château de la Tournelle                                                   | 5 quai de la Tournelle                                                 | | 48° 50′ 59″ nord, 2° 21′ 20″ est |        |
| 52 | Rue des Murs                                                                 | 9-11 rue d'Arras                                                       | | 48° 50′ 51″ nord, 2° 21′ 06″ est |        |
| 53 | La porte Saint-Victor                                                        | 28 rue du Cardinal-Lemoine                                             | | 48° 50′ 53″ nord, 2° 21′ 11″ est |        |
| 54 | L'abbaye Saint-Victor                                                        | 43 rue Jussieu                                                         | Disparu entre août 2008 et juin 2012 (nouvelle construction)                                       | 48° 50′ 50″ nord, 2° 21′ 11″ est |        |
| 55 | La porte Saint-Jacques                                                       | 159 rue Saint-Jacques                                                  | | 48° 50′ 47″ nord, 2° 20′ 36″ est |        |
| 56 | La porte Saint-Bernard                                                       | 1 quai de la Tournelle                                                 | | 48° 50′ 59″ nord, 2° 21′ 22″ est |        |
| 57 | Le Pont au Double                                                            | Angle rue Lagrange / quai de Montebello, entrée du square René-Viviani | | 48° 51′ 08″ nord, 2° 20′ 53″ est |        |
| 58 | Les premiers bouquinistes                                                    | Quai de la Tournelle, angle pont de la Tournelle                       | Deux autres panneaux traitent des bouquinistes dans le 1er et le 4e arrondissement                 | 48° 51′ 00″ nord, 2° 21′ 19″ est |        |
| 59 | L'École Normale Supérieure                                                   | 45 rue d'Ulm                                                           | | 48° 50′ 31″ nord, 2° 20′ 39″ est |        |
| 60 | Le laboratoire de physique de l'ENS                                          | Rue d'Ulm, près de la rue Claude-Bernard                               | Disparu                                                                                            |                                  |        |
| 61 | Fondation Curie                                                              | Rue d'Ulm                                                              | Disparu                                                                                            |                                  |        |
| 62 | École supérieure de physique et de chimie industrielles de la ville de Paris | 10 rue Vauquelin                                                       | (août 2021 : disparu)                                                                              | 48° 50′ 28″ nord, 2° 20′ 51″ est |        |

### 6earrondissement
| #  | Titre                            | Localisation                               | Note                                                                                               | Coordonnées                      | Illus.            |
| -- | -------------------------------- | ------------------------------------------ | -------------------------------------------------------------------------------------------------- | -------------------------------- | ----------------- |
| 1  | Les Carmes                       | 72 rue de Vaugirard                        | | 48° 50′ 53″ nord, 2° 19′ 49″ est |                   |
| 2  | Confrérie des Chirurgiens        | 6 rue de l'École-de-Médecine               | | 48° 51′ 03″ nord, 2° 20′ 30″ est |                   |
| 3  | Le Vieux-Colombier               | 21 rue du Vieux-Colombier                  | | 48° 51′ 07″ nord, 2° 19′ 48″ est |                   |
| 4  | Le Café de Flore                 | 172-174 boulevard Saint-Germain            | | 48° 51′ 15″ nord, 2° 19′ 57″ est |                   |
| 5  | Cercle de la Librairie           | 117 boulevard Saint-Germain                | | 48° 51′ 09″ nord, 2° 20′ 16″ est |                   |
| 6  | Collège Stanislas                | 3 rue du Montparnasse                      | | 48° 50′ 43″ nord, 2° 19′ 41″ est |                   |
| 7  | Cordeliers                       | 12 rue de l'École-de-Médecine              | Disparu entre août 2017 et mai 2018.                                                               | 48° 51′ 03″ nord, 2° 20′ 28″ est |                   |
| 8  | Cour de Rohan                    | 19-21 rue de l'Ancienne-Comédie            | | 48° 51′ 10″ nord, 2° 20′ 20″ est |                   |
| 9  | L'École des Mines                | 62 boulevard Saint-Michel                  | | 48° 50′ 42″ nord, 2° 20′ 22″ est |                   |
| 10 | Faculté de Médecine              | 12 rue de l'École-de-Médecine              | | 48° 51′ 04″ nord, 2° 20′ 26″ est |                   |
| 11 | Hôtel de Choiseul-Praslin        | 111 rue de Sèvres                          | | 48° 50′ 53″ nord, 2° 19′ 13″ est |                   |
| 12 | Hôtel de Sourdéac                | 8 rue Garancière                           | | 48° 51′ 00″ nord, 2° 20′ 09″ est |                   |
| 13 | Hôtel de Montmorency             | 87 rue du Cherche-Midi                     | | 48° 50′ 51″ nord, 2° 19′ 21″ est |                   |
| 14 | Institut Catholique              | 21 rue d'Assas                             | | 48° 50′ 53″ nord, 2° 19′ 47″ est |                   |
| 15 | Le 104 rue de Vaugirard          | 104 rue de Vaugirard                       | | 48° 50′ 46″ nord, 2° 19′ 24″ est |                   |
| 16 | Les Deux Magots                  | 6 place Saint-Germain-des-Prés             | | 48° 51′ 15″ nord, 2° 20′ 00″ est |                   |
| 17 | Brasserie des bords du Rhin      | 151 boulevard Saint-Germain                | Disparu avant mai 2008.                                                                            |                                  |                   |
| 18 | Séminaire de Saint-Sulpice       | 9 place Saint-Sulpice                      | | 48° 51′ 01″ nord, 2° 20′ 01″ est |                   |
| 19 | Saint-Germain-des-Prés           | 3 place Saint-Germain-des-Prés             | | 48° 51′ 14″ nord, 2° 20′ 01″ est |                   |
| 20 | Théâtre de l'Odéon               | Place Paul-Claudel                         | Disparu                                                                                            |                                  |                   |
| 21 | Palais abbatial                  | 3 rue de l'Abbaye                          | | 48° 51′ 14″ nord, 2° 20′ 08″ est |                   |
| 22 | Place Saint-Sulpice              | 6 place Saint-Sulpice                      | | 48° 51′ 05″ nord, 2° 20′ 02″ est |                   |
| 23 | Musée Delacroix                  | 6 Rue de Furstemberg                       | Disparu avant 2008 (?)                                                                             |                                  | (cour intérieure) |
| 24 | Marché Saint-Germain             | Rue Clément, angle rue Félibien            | | 48° 51′ 09″ nord, 2° 20′ 11″ est |                   |
| 25 | La naissance d'une Étoile        | 5 rue de l'École-de-Médecine               | | 48° 51′ 02″ nord, 2° 20′ 32″ est |                   |
| 26 | Rachilde et le Mercure de France | 26 rue de Condé                            | | 48° 51′ 01″ nord, 2° 20′ 17″ est |                   |
| 27 | Charles Gounod                   | 4 rue Suger                                | | 48° 51′ 11″ nord, 2° 20′ 33″ est |                   |
| 28 | L'abbé Grégoire (1750-1831)      | 44 rue du Cherche-Midi                     | | 48° 50′ 58″ nord, 2° 19′ 35″ est |                   |
| 29 | Henry de Monfreid (1879-1974)    | 31 rue Saint-Placide                       | | 48° 50′ 56″ nord, 2° 19′ 32″ est |                   |
| 30 | Musée Zadkine                    | 100 rue d'Assas                            | | 48° 50′ 35″ nord, 2° 20′ 03″ est |                   |
| 31 | Blaise Pascal (1623-1662)        | 54 rue Monsieur-le-Prince                  | | 48° 50′ 54″ nord, 2° 20′ 26″ est |                   |
| 32 | Danton (1759-1794)               | Place Henri-Mondor                         | | 48° 51′ 08″ nord, 2° 20′ 20″ est |                   |
| 33 | Le Café Voltaire                 | Angle place de l'Odéon rue de l'Odéon      | | 48° 51′ 00″ nord, 2° 20′ 20″ est |                   |
| 34 | Gérard Philipe                   | 17 rue de Tournon                          | | 48° 51′ 01″ nord, 2° 20′ 14″ est |                   |
| 35 | Adam Mickiewicz, le poète exilé  | 65 rue de Seine                            | | 48° 51′ 16″ nord, 2° 20′ 13″ est |                   |
| 36 | Les coches d'eau                 | Quai des Grands-Augustins                  | | 48° 51′ 14″ nord, 2° 20′ 39″ est |                   |
| 37 | La tour de Nesle                 | 17 impasse de Conti                        | | 48° 51′ 26″ nord, 2° 20′ 17″ est |                   |
| 38 | L'enceinte de Philippe-Auguste   | 25 rue Mazarine, angle passage Dauphine    | Deux autres panneaux traitent de l'enceinte de Philippe Auguste dans le 4e et le 5e arrondissement | 48° 51′ 17″ nord, 2° 20′ 17″ est |                   |
| 39 | Porte de Buci                    | 57 rue Saint-André-des-Arts                | | 48° 51′ 13″ nord, 2° 20′ 21″ est |                   |
| 40 | Sur le Pont-Neuf                 | Quai des Grands-Augustins, angle pont Neuf | Un autre panneau traite du pont Neuf dans le 1er arrondissement                                    | 48° 51′ 22″ nord, 2° 20′ 27″ est |                   |

### 7earrondissement
| #  | Titre                                                       | Localisation                                               | Note                                                                        | Coordonnées                      | Illus. |
| -- | ----------------------------------------------------------- | ---------------------------------------------------------- | --------------------------------------------------------------------------- | -------------------------------- | ------ |
| 1  | Hôtel de Galliffet                                          | 50 rue de Varenne                                          |                                                                             | 48° 51′ 16″ nord, 2° 19′ 20″ est |        |
| 2  | Ministère des Affaires étrangères                           | 37 quai d'Orsay                                            |                                                                             | 48° 51′ 46″ nord, 2° 18′ 56″ est |        |
| 3  | Hôtel de Salm                                               | 64 rue de Lille                                            |                                                                             | 48° 51′ 37″ nord, 2° 19′ 26″ est |        |
| 4  | Hôtel de Beauharnais                                        | 78 rue de Lille                                            |                                                                             | 48° 51′ 39″ nord, 2° 19′ 21″ est |        |
| 5  |                                                             | Place du Palais-Bourbon                                    | Disparu                                                                     |                                  |        |
| 6  | Hôtel de Lassay                                             | 130 rue de l'Université                                    |                                                                             | 48° 51′ 39″ nord, 2° 19′ 00″ est |        |
| 7  | Hôtel Roquelaure                                            | 246 boulevard Saint-Germain                                | Disparu après février 2009 (travaux de façade).                             | 48° 51′ 26″ nord, 2° 19′ 29″ est |        |
| 8  | Hôtel de Brienne                                            | 14 rue Saint-Dominique                                     |                                                                             | 48° 51′ 34″ nord, 2° 19′ 10″ est |        |
| 9  | Hôtel d'Estrées                                             | 79 rue de Grenelle                                         |                                                                             | 48° 51′ 21″ nord, 2° 19′ 23″ est |        |
| 10 | Hôtel Rothelin-Charolais                                    | 101 rue de Grenelle                                        |                                                                             | 48° 51′ 25″ nord, 2° 19′ 11″ est |        |
| 11 | Ancienne abbaye de Pentemont                                | 104 rue de Grenelle                                        |                                                                             | 48° 51′ 23″ nord, 2° 19′ 19″ est |        |
| 12 | Hôtel de Rochechouart                                       | 110 rue de Grenelle, angle rue de Bellechasse              |                                                                             | 48° 51′ 24″ nord, 2° 19′ 16″ est |        |
| 13 | Hôtel de Villars                                            | 116 rue de Grenelle                                        |                                                                             | 48° 51′ 25″ nord, 2° 19′ 12″ est |        |
| 14 | Hôtel du Châtelet                                           | 127 rue de Grenelle                                        |                                                                             | 48° 51′ 28″ nord, 2° 18′ 56″ est |        |
| 15 | Hôtel de Matignon                                           | 57 rue de Varenne                                          |                                                                             | 48° 51′ 17″ nord, 2° 19′ 14″ est |        |
| 16 | Hôtel de Clermont                                           | 73 rue de Varenne                                          |                                                                             | 48° 51′ 20″ nord, 2° 19′ 03″ est |        |
| 17 | Hôtel de Castries                                           | 72 rue de Varenne                                          |                                                                             | 48° 51′ 18″ nord, 2° 19′ 10″ est |        |
| 18 | jadis Hospice des Incurables (par la suite Hôpital Laennec) | 42 rue de Sèvres                                           | Pelle disparue après août 2008 (réfection du mur d'enceinte)                | 48° 50′ 57″ nord, 2° 19′ 19″ est |        |
| 19 | Hôtels des Missions étrangères                              | 120 rue du Bac                                             |                                                                             | 48° 51′ 08″ nord, 2° 19′ 25″ est |        |
| 20 | Le Bon Marché                                               | Rue du Bac, angle rue de Babylone                          |                                                                             | 48° 51′ 06″ nord, 2° 19′ 25″ est |        |
| 21 | Notre-Dame de la Médaille Miraculeuse                       | 140 rue du Bac                                             |                                                                             | 48° 51′ 03″ nord, 2° 19′ 26″ est |        |
| 22 | Musée d'Orsay                                               | Rue de la Légion-d'Honneur                                 |                                                                             | 48° 51′ 36″ nord, 2° 19′ 29″ est |        |
| 23 | Hôtel de Bourbon-Condé                                      | 12 rue Monsieur                                            |                                                                             | 48° 51′ 03″ nord, 2° 18′ 59″ est |        |
| 24 | Hôtel national des Invalides                                | Place des Invalides                                        |                                                                             | 48° 51′ 29″ nord, 2° 18′ 52″ est |        |
| 25 | L'École militaire                                           | Place de l'École-Militaire                                 |                                                                             | 48° 51′ 15″ nord, 2° 18′ 21″ est |        |
| 26 | L'UNESCO                                                    | Place de Fontenoy (sur la gauche du portail des véhicules) | Disparu entre juin 2012 et juillet 2014 (réfection de la grille d'enceinte) | 48° 51′ 00″ nord, 2° 18′ 21″ est |        |
| 27 | L'immeuble Lavirotte                                        | 29 avenue Rapp                                             |                                                                             | 48° 51′ 33″ nord, 2° 18′ 03″ est |        |
| 28 | Hôtel de Villette                                           | 27 quai Voltaire                                           |                                                                             | 48° 51′ 33″ nord, 2° 19′ 49″ est |        |
| 29 | Gustave Doré                                                | 5 rue Saint-Dominique                                      |                                                                             | 48° 51′ 28″ nord, 2° 19′ 24″ est |        |
| 30 | Champ-de-Mars                                               | Place Joffre                                               |                                                                             | 48° 51′ 09″ nord, 2° 18′ 09″ est |        |
| 31 | Saint-Thomas d'Aquin                                        | Place Saint-Thomas-d'Aquin                                 |                                                                             | 48° 51′ 22″ nord, 2° 19′ 39″ est |        |
| 32 | Le pont de la Concorde                                      | Quai Anatole-France, angle pont de la Concorde             |                                                                             | 48° 51′ 45″ nord, 2° 19′ 10″ est |        |
| 33 | Turgot (1727-1781)                                          | 108 rue de l'Université                                    |                                                                             | 48° 51′ 39″ nord, 2° 19′ 11″ est |        |
| 34 | L'Assemblée de 1848                                         | 126 rue de l'Université                                    |                                                                             | 48° 51′ 39″ nord, 2° 19′ 05″ est |        |
| 35 | Jean-Nicolas Corvisart (1755-1821)                          | 33 rue Saint-Dominique                                     |                                                                             | 48° 51′ 34″ nord, 2° 19′ 09″ est |        |
| 36 | Les duels du Pré aux clercs                                 | 15 rue du Pré-aux-Clercs, angle rue Perronet               |                                                                             | 48° 51′ 20″ nord, 2° 19′ 48″ est |        |

### 8earrondissement
Aucun panneau n'a été installé dans le 8e arrondissement.

### 9earrondissement
| #  | Titre                                  | Localisation                                         | Note                                                                                   | Coordonnées                      | Illus. |
| -- | -------------------------------------- | ---------------------------------------------------- | -------------------------------------------------------------------------------------- | -------------------------------- | ------ |
| 1  |                                        | Rue des Martyrs                                      | Disparu                                                                                |                                  |        |
| 2  | Théâtre de l'Athénée Louis Jouvet      | 5 rue Boudreau, angle square de l'Opéra-Louis-Jouvet |                                                                                        | 48° 52′ 20″ nord, 2° 19′ 45″ est |        |
| 3  |                                        | Rue de Provence                                      | Disparu                                                                                |                                  |        |
| 4  | Les Folies-Bergère                     | 34 rue Richer                                        |                                                                                        | 48° 52′ 27″ nord, 2° 20′ 41″ est |        |
| 5  | Théâtre du Grand Guignol               | 22 rue Chaptal, angle cité Chaptal                   |                                                                                        | 48° 52′ 52″ nord, 2° 19′ 58″ est |        |
| 6  | Grand Hôtel                            | 4 rue Scribe                                         |                                                                                        | 48° 52′ 16″ nord, 2° 19′ 49″ est |        |
| 7  | Hôtels de Mlle Mars et Mlle Duchesnois | 1 rue de la Tour-des-Dames                           |                                                                                        | 48° 52′ 40″ nord, 2° 20′ 03″ est |        |
| 8  | Lycée Jacques-Decour                   | 12 avenue Trudaine                                   |                                                                                        | 48° 52′ 54″ nord, 2° 20′ 40″ est |        |
| 9  | Hôtel de Mercy-Argenteau               | 16bis boulevard Montmartre                           | Au pilier gauche du portail. Disparu entre août 2008 et mai 2012 (réfection de façade) | 48° 52′ 19″ nord, 2° 20′ 28″ est |        |
| 10 | Hôtel Moreau                           | 22 rue de la Chaussée-d'Antin                        |                                                                                        | 48° 52′ 21″ nord, 2° 20′ 01″ est |        |
| 11 | Théâtre de l'Œuvre                     | 55 rue de Clichy                                     |                                                                                        | 48° 52′ 51″ nord, 2° 19′ 43″ est |        |
| 12 | L'Olympia                              | 22 boulevard des Capucines                           |                                                                                        | 48° 52′ 12″ nord, 2° 19′ 42″ est |        |
| 13 | Théâtre National de l'Opéra de Paris   | 8 rue Scribe                                         |                                                                                        | 48° 52′ 22″ nord, 2° 19′ 52″ est |        |
| 14 | Hôtel de la Païva                      | 28 place Saint-Georges                               |                                                                                        | 48° 52′ 42″ nord, 2° 20′ 16″ est |        |
| 15 | Lycée Condorcet                        | 65 rue de Caumartin                                  |                                                                                        | 48° 52′ 29″ nord, 2° 19′ 42″ est |        |
| 16 | Hôtel Renan-Scheffer                   | 18 rue Chaptal                                       |                                                                                        | 48° 52′ 51″ nord, 2° 20′ 00″ est |        |
| 17 | Hôtel Radix de Sainte-Foix             | 1 rue de Caumartin                                   |                                                                                        | 48° 52′ 12″ nord, 2° 19′ 40″ est |        |
| 18 | Hôtel Scribe                           | 1 rue Scribe                                         |                                                                                        | 48° 52′ 15″ nord, 2° 19′ 48″ est |        |
| 19 | Synagogue de la rue Buffault           | 28 rue Buffault                                      |                                                                                        | 48° 52′ 34″ nord, 2° 20′ 32″ est |        |
| 20 | Synagogue de la rue de la Victoire     | 42 rue de la Victoire                                |                                                                                        | 48° 52′ 31″ nord, 2° 20′ 12″ est |        |
| 21 | Hôtel Thiers                           | 27 place Saint-Georges                               |                                                                                        | 48° 52′ 42″ nord, 2° 20′ 14″ est |        |
| 22 | Église de la Rédemption                | 18 rue Chauchat                                      |                                                                                        | 48° 52′ 26″ nord, 2° 20′ 23″ est |        |
| 23 | Église Saint-Eugène                    | 4 rue Sainte-Cécile                                  |                                                                                        | 48° 52′ 23″ nord, 2° 20′ 50″ est |        |
| 24 | L'Atelier de Degas                     | 19 bis rue Pierre-Fontaine                           |                                                                                        | 48° 52′ 54″ nord, 2° 20′ 02″ est |        |
| 25 | La Nouvelle Athènes                    | 25 rue de La Rochefoucauld                           |                                                                                        | 48° 52′ 44″ nord, 2° 20′ 04″ est |        |
| 26 | Notre-Dame de Lorette                  | 18 rue de Châteaudun                                 |                                                                                        | 48° 52′ 34″ nord, 2° 20′ 19″ est |        |
| 27 | Église de la Sainte-Trinité            | 1 place d'Estienne-d'Orves                           |                                                                                        | 48° 52′ 36″ nord, 2° 19′ 54″ est |        |
| 28 | Square d'Orléans                       | 80 rue Taitbout                                      |                                                                                        | 48° 52′ 38″ nord, 2° 20′ 08″ est |        |
| 29 | Maison de Marie Dorval                 | 46 rue Saint-Lazare                                  |                                                                                        | 48° 52′ 37″ nord, 2° 20′ 06″ est |        |
| 30 | Passages Jouffroy et Verdeau           | 9 rue de la Grange-Batelière                         |                                                                                        | 48° 52′ 23″ nord, 2° 20′ 32″ est |        |
| 31 | Rue du faubourg Montmartre             | 1 rue du Faubourg-Montmartre                         |                                                                                        | 48° 52′ 18″ nord, 2° 20′ 35″ est |        |
| 32 | Cité Ouvrière Napoléon                 | 60 rue de Rochechouart                               |                                                                                        | 48° 52′ 50″ nord, 2° 20′ 47″ est |        |
| 33 |                                        | Rue Édouard-VII                                      | (août 2021 : aucune pelle dans la rue)                                                 |                                  |        |
| 34 | L'hôtel Chantereine                    | 60 rue de la Victoire                                |                                                                                        | 48° 52′ 31″ nord, 2° 20′ 02″ est |        |
| —  | La Maison Dorée                        | 20 boulevard des Italiens                            |                                                                                        | 48° 52′ 18″ nord, 2° 20′ 13″ est |        |

### 10earrondissement
| #  | Titre                              | Localisation                                                            | Note | Coordonnées                      | Illus. |
| -- | ---------------------------------- | ----------------------------------------------------------------------- | --- | -------------------------------- | ------ |
| 1  | Porte Saint-Denis                  | 28 boulevard Saint-Denis                                                | | 48° 52′ 12″ nord, 2° 21′ 11″ est |        |
| 2  | Porte Saint-Martin                 | 2 rue du Faubourg-Saint-Martin                                          | | 48° 52′ 09″ nord, 2° 21′ 22″ est |        |
| 3  | Théâtre du Gymnase                 | 38 boulevard Bonne-Nouvelle                                             | Disparu avant mai 2008.                                                                                            |                                  |        |
| 4  | Hôtel Benoît de Sainte-Paulle      | 30 rue du Faubourg-Poissonnière                                         | | 48° 52′ 23″ nord, 2° 20′ 53″ est |        |
| 5  | Atelier de Corot                   | 54 rue de Paradis                                                       | | 48° 52′ 32″ nord, 2° 20′ 57″ est |        |
| 6  | Caserne de la Nouvelle-France      | 82 rue du Faubourg-Poissonnière                                         | | 48° 52′ 37″ nord, 2° 20′ 56″ est |        |
| 7  | Église Saint-Vincent-de-Paul       | Angle Place Franz-Liszt rue La Fayette et rue Bossuet                   | | 48° 52′ 41″ nord, 2° 21′ 07″ est |        |
| 8  | Hôpital Lariboisière               | Rue Ambroise-Paré                                                       | | 48° 52′ 55″ nord, 2° 21′ 09″ est |        |
| 9  | L'Affaire de Fort Chabrol          | Croisement des rues La Fayette et de Chabrol                            | | 48° 52′ 38″ nord, 2° 21′ 01″ est |        |
| 10 | Square Alban-Satragne              | 107 rue du Faubourg-Saint-Denis                                         | Sur la gauche du portail (dans l'axe de l'hôpital) Disparu entre avril 2019 et août 2020 (réaménagement du square) | 48° 52′ 32″ nord, 2° 21′ 21″ est |        |
| 11 | Magasins des Faïenceries Boulenger | 18 rue de Paradis                                                       | | 48° 52′ 29″ nord, 2° 21′ 17″ est |        |
| 12 | Musée de Baccarat                  | 30 rue de Paradis                                                       | À gauche du portail. Disparu entre avril 2019 et août 2020.                                                        | 48° 52′ 31″ nord, 2° 21′ 07″ est |        |
| 13 | Hôtel de Marmont                   | 51 rue de Paradis                                                       | | 48° 52′ 32″ nord, 2° 20′ 57″ est |        |
| 14 | Hôtel de Bourrienne                | 58 rue d'Hauteville                                                     | | 48° 52′ 28″ nord, 2° 21′ 03″ est |        |
| 15 | Hôtel de Botterel-Quintin d'Aumont | 44 rue des Petites-Écuries                                              | | 48° 52′ 26″ nord, 2° 20′ 59″ est |        |
| 16 | Cour des Petites-Écuries           | 17 rue des Petites-Écuries                                              | | 48° 52′ 24″ nord, 2° 21′ 09″ est |        |
| 17 | Église Saint-Laurent               | Boulevard de Magenta                                                    | | 48° 52′ 29″ nord, 2° 21′ 28″ est |        |
| 18 | Gare du Nord                       | 18 rue de Dunkerque                                                     | | 48° 52′ 48″ nord, 2° 21′ 19″ est |        |
| 19 | Gare de l'Est                      | Rue du 8-Mai-1945                                                       | | 48° 52′ 34″ nord, 2° 21′ 34″ est |        |
| 20 | Hôpital Fernand-Widal              | 200 rue du Faubourg-Saint-Denis                                         | | 48° 52′ 54″ nord, 2° 21′ 31″ est |        |
| 21 | Couvent des Récollets              | 152 rue du Faubourg-Saint-Martin                                        | | 48° 52′ 32″ nord, 2° 21′ 37″ est |        |
| 22 | Mairie du 10e arrondissement       | 72 rue du Faubourg-Saint-Martin                                         | À l'angle avec la rue du château d'eau. Présent en avril 2021, façade en travaux ensuite.                          | 48° 52′ 18″ nord, 2° 21′ 26″ est |        |
| 23 | Conservatoire Hector-Berlioz       | 6 rue Pierre-Bullet                                                     | | 48° 52′ 18″ nord, 2° 21′ 30″ est |        |
| 24 | Théâtre Antoine                    | 14 boulevard de Strasbourg                                              | | 48° 52′ 14″ nord, 2° 21′ 19″ est |        |
| 25 | Théâtre de la Renaissance          | 20 boulevard Saint-Martin                                               | | 48° 52′ 08″ nord, 2° 21′ 22″ est |        |
| 26 | Théâtre de la Porte Saint-Martin   | 18 boulevard Saint-Martin                                               | | 48° 52′ 08″ nord, 2° 21′ 24″ est |        |
| 27 | Place de la République             | 12 Place de la République                                               | | 48° 52′ 05″ nord, 2° 21′ 51″ est |        |
| 28 | Le Wauxhall                        | 1 cité du Wauxhall                                                      | | 48° 52′ 09″ nord, 2° 21′ 46″ est |        |
| 29 | Église Saint-Martin-des-Champs     | 34 rue Albert-Thomas                                                    | | 48° 52′ 11″ nord, 2° 21′ 46″ est |        |
| 30 | Canal Saint-Martin                 | Rue du Faubourg-du-Temple, devant le square Frédérick-Lemaître          | | 48° 52′ 08″ nord, 2° 22′ 02″ est |        |
| 31 | Hôtel du Nord                      | 102 quai de Jemmapes                                                    | | 48° 52′ 24″ nord, 2° 21′ 51″ est |        |
| 32 | Gibet de Montfaucon                | Croisement des rues de la Grange-aux-Belles et des Écluses-Saint-Martin | | 48° 52′ 35″ nord, 2° 22′ 06″ est |        |
| 33 | Hôpital Saint-Louis                | Avenue Claude-Vellefaux, entrée de l'hôpital                            | | 48° 52′ 23″ nord, 2° 22′ 12″ est |        |

### 11earrondissement
| #  | Titre                                 | Localisation                                                                             | Note                                                                                                  | Coordonnées                      | Illus. |
| -- | ------------------------------------- | ---------------------------------------------------------------------------------------- | --- | -------------------------------- | ------ |
| 1  | Boulevard du Crime                    | Angle de la place de la République et du boulevard du Temple                             | | 48° 51′ 59″ nord, 2° 21′ 54″ est |        |
| 2  | Boulevard Beaumarchais                | 2 boulevard Beaumarchais                                                                 | | 48° 51′ 15″ nord, 2° 22′ 09″ est |        |
| 3  | Hôtel de Mortagne                     | 51 rue de Charonne                                                                       | | 48° 51′ 12″ nord, 2° 22′ 42″ est |        |
| 4  | La mort du député Baudin              | Angle des rues du Faubourg-Saint-Antoine et Trousseau                                    | | 48° 51′ 03″ nord, 2° 22′ 43″ est |        |
| 5  | Le Cirque d'Hiver                     | 110 rue Amelot                                                                           | | 48° 51′ 47″ nord, 2° 22′ 02″ est |        |
| 6  | La folie Titon                        | 31 rue de Montreuil                                                                      | | 48° 51′ 02″ nord, 2° 23′ 09″ est |        |
| 7  | Les dalles de la guillotine           | 16 rue de la Croix-Faubin                                                                | | 48° 51′ 32″ nord, 2° 23′ 08″ est |        |
| 8  | Prison de la Petite Roquette          | Rue de la Roquette, entrée du square de la Roquette                                      | | 48° 51′ 33″ nord, 2° 23′ 07″ est |        |
| 9  | Boulevard Richard-Lenoir              | 1 boulevard Richard-Lenoir                                                               | | 48° 51′ 15″ nord, 2° 22′ 09″ est |        |
| 10 |                                       | Rue du Faubourg-du-Temple, angle boulevard Jules-Ferry                                   | Disparu                                                                                               |                                  |        |
| 11 | La conspiration Malet                 | 2 rue Pasteur                                                                            | | 48° 51′ 42″ nord, 2° 22′ 29″ est |        |
| 12 | Rue des Immeubles industriels         | 18 rue des Immeubles-Industriels                                                         | | 48° 51′ 00″ nord, 2° 23′ 34″ est |        |
| 13 | Place Léon Blum                       | Angle de l'avenue Parmentier et de la place Léon-Blum                                    | | 48° 51′ 31″ nord, 2° 22′ 47″ est |        |
| 14 | Rue Popincourt                        | 59 rue Popincourt                                                                        | | 48° 51′ 37″ nord, 2° 22′ 31″ est |        |
| 15 | Église et cimetière Sainte-Marguerite | 36 rue Saint-Bernard                                                                     | | 48° 51′ 10″ nord, 2° 22′ 52″ est |        |
| 16 | Attentat de Fieschi                   | 42 boulevard du Temple                                                                   | | 48° 51′ 56″ nord, 2° 21′ 56″ est |        |
| 17 | Manufacture de céramique              | 4 rue de la Pierre-Levée                                                                 | | 48° 51′ 59″ nord, 2° 22′ 16″ est |        |
| 18 | Ville d'Angoulême                     | Place Pasdeloup                                                                          | | 48° 51′ 46″ nord, 2° 22′ 02″ est |        |
| 19 | Rue de Lappe                          | 36 rue de Lappe                                                                          | | 48° 51′ 10″ nord, 2° 22′ 28″ est |        |
| 20 | Les Botanistes : rue du Chemin Vert   | 68 rue du Chemin-Vert                                                                    | Mentionne Pierre Marie Auguste Broussonet, Charles Louis L'Héritier de Brutelle et Antoine Parmentier | 48° 51′ 36″ nord, 2° 22′ 40″ est |        |
| 21 | La Maison Belhomme                    | 159 rue de Charonne                                                                      | | 48° 51′ 20″ nord, 2° 23′ 23″ est |        |
| 22 | Le gymnase Japy                       | Rue Japy, angle rue François-de-Neufchâteau                                              | | 48° 51′ 22″ nord, 2° 22′ 57″ est |        |
| 23 | Rue Oberkampf                         | Croisement de la rue Oberkampf et de l'avenue de la République                           | | 48° 51′ 55″ nord, 2° 22′ 33″ est |        |
| 24 | Rue de la Fontaine au Roi             | 45 rue de la Fontaine-au-Roi                                                             | | 48° 52′ 05″ nord, 2° 22′ 21″ est |        |
| 25 | Les couvents de la rue de Charonne    | 94 rue de Charonne, devant l'entrée du palais de la Femme                                | | 48° 51′ 14″ nord, 2° 22′ 58″ est |        |
| 26 | Les Chevaliers de l'Arbalète          | 3 rue de la Roquette                                                                     | | 48° 51′ 13″ nord, 2° 22′ 14″ est |        |
| 27 | La fontaine Trogneux                  | 61 rue du Faubourg-Saint-Antoine                                                         | | 48° 51′ 07″ nord, 2° 22′ 25″ est |        |
| 28 | La fontaine de Montreuil              | Place Mireille-Havet                                                                     | | 48° 51′ 01″ nord, 2° 23′ 00″ est |        |
| 29 | Square Maurice Gardette               | Croisement des rues du Général-Guilhem et Lacharrière, entrée du square Maurice-Gardette | | 48° 51′ 44″ nord, 2° 22′ 44″ est |        |
| 30 | Nicolas de Blégny                     | 22 rue de la Folie-Méricourt                                                             | | 48° 51′ 45″ nord, 2° 22′ 25″ est |        |
| 31 | Le Bataclan                           | 50 boulevard Voltaire                                                                    | | 48° 51′ 47″ nord, 2° 22′ 15″ est |        |
| 32 | Les cabarets de la Courtille          | 160 rue Saint-Maur                                                                       | | 48° 52′ 10″ nord, 2° 22′ 26″ est |        |
| 33 | Le Cirque d'Astley                    | 18 rue du Faubourg-du-Temple                                                             | | 48° 52′ 06″ nord, 2° 21′ 58″ est |        |

### 12earrondissement
| #  | Titre                                  | Localisation                                                      | Note                                                          | Coordonnées                      | Illus. |
| -- | -------------------------------------- | ----------------------------------------------------------------- | ------------------------------------------------------------- | -------------------------------- | ------ |
| 1  | La colonne de Juillet                  | Au coin de place de la Bastille et rue du Faubourg-Saint-Antoine  | Disparu entre juillet 2018 et mai 2019.                       | 48° 51′ 11″ nord, 2° 22′ 11″ est |        |
| 2  | La barricade du faubourg Saint-Antoine | À l'angle de la rue de Charenton et rue du Faubourg-Saint-Antoine | Disparu entre juin 2019 et mars 2020.                         | 48° 51′ 11″ nord, 2° 22′ 13″ est |        |
| 3  | Hôpital des Quinze-Vingts              | 26 rue de Charenton                                               |                                                               | 48° 51′ 05″ nord, 2° 22′ 20″ est |        |
| 4  | Hospice des Enfants Trouvés            | 112 rue du Faubourg-Saint-Antoine, entrée du square Trousseau     |                                                               | 48° 51′ 03″ nord, 2° 22′ 39″ est |        |
| 5  | Abbaye Saint-Antoine                   | Place du Docteur-Antoine-Béclère                                  |                                                               | 48° 51′ 00″ nord, 2° 22′ 59″ est |        |
| 6  | Place de la Nation                     | 28 place de la Nation (au bord gauche d'un supermarché)           | Disparu entre mai 2018 et juin 2019 (travaux de surélévation) | 48° 50′ 52″ nord, 2° 23′ 50″ est |        |
| 7  | Colonnes du Trône                      | Avenue du Trône                                                   |                                                               | 48° 50′ 52″ nord, 2° 23′ 55″ est |        |
| 8  | Manufacture de glaces de Reuilly       | 20 rue de Reuilly                                                 |                                                               | 48° 50′ 54″ nord, 2° 23′ 09″ est |        |
| 9  | Place d'Aligre                         | Place d'Aligre, angle nord-est du marché Beauvau                  |                                                               | 48° 50′ 57″ nord, 2° 22′ 41″ est |        |
| 10 | Fontaine de la Petite-Halle            | Face au 188 rue du Faubourg-Saint-Antoine                         |                                                               | 48° 51′ 01″ nord, 2° 23′ 00″ est |        |

### 13earrondissement
| #  | Titre                                      | Localisation                                                                      | Note                                                                         | Coordonnées                      | Illus.                                    |
| -- | ------------------------------------------ | --------------------------------------------------------------------------------- | ---------------------------------------------------------------------------- | -------------------------------- | ----------------------------------------- |
| 1  | La collégiale Saint-Marcel                 | 4 rue Michel-Peter                                                                |                                                                              | 48° 50′ 12″ nord, 2° 21′ 11″ est |                                           |
| 2  | La grande maison des Gobelins              | 3 bis rue des Gobelins                                                            |                                                                              | 48° 50′ 09″ nord, 2° 21′ 07″ est |                                           |
| 3  | La raffinerie Say                          | 125 boulevard Vincent-Auriol                                                      |                                                                              | 48° 49′ 58″ nord, 2° 21′ 47″ est |                                           |
| 4  |                                            |                                                                                   | Disparu                                                                      |                                  |                                           |
| 5  |                                            |                                                                                   | Disparu                                                                      |                                  |                                           |
| 6  | Le moulin de Croulebarbe                   | 56 rue Corvisart                                                                  |                                                                              | 48° 49′ 51″ nord, 2° 20′ 53″ est |                                           |
| 7  | Couvent des Filles-Anglaises               | 28 rue des Tanneries                                                              |                                                                              | 48° 49′ 58″ nord, 2° 20′ 46″ est |                                           |
| 8  | Couvent des Cordelières                    | Croisement des rue Pascal et rue de Julienne                                      |                                                                              | 48° 50′ 06″ nord, 2° 20′ 52″ est |                                           |
| 9  | La Cité Fleurie                            | 61-67 boulevard Arago                                                             |                                                                              | 48° 50′ 04″ nord, 2° 20′ 35″ est |                                           |
| 10 | Église Saint-Hippolyte                     | 10 boulevard Arago                                                                |                                                                              | 48° 50′ 11″ nord, 2° 21′ 00″ est |                                           |
| 11 | Manufacture des Gobelins                   | 42 avenue des Gobelins                                                            |                                                                              | 48° 50′ 05″ nord, 2° 21′ 07″ est |                                           |
| 12 | Hôtel de la Reine-Blanche                  | 17 rue des Gobelins                                                               |                                                                              | 48° 50′ 08″ nord, 2° 21′ 03″ est |                                           |
| 13 |                                            |                                                                                   | Disparu                                                                      |                                  |                                           |
| 14 | Folie Lepreste de Neubourg                 | 68 boulevard Auguste-Blanqui                                                      |                                                                              | 48° 49′ 49″ nord, 2° 20′ 53″ est |                                           |
| 15 | La Sœur Rosalie                            | 13 avenue de la Sœur-Rosalie                                                      |                                                                              | 48° 49′ 55″ nord, 2° 21′ 11″ est |                                           |
| 16 | Communards de la Butte-aux-Cailles         | 51 boulevard Auguste-Blanqui                                                      |                                                                              | 48° 49′ 46″ nord, 2° 21′ 01″ est |                                           |
| 17 | Poterne-des-Peupliers                      | (début de la rue Max-Jacob)                                                       | Disparu entre janvier et septembre 2010.                                     | 48° 49′ 13″ nord, 2° 21′ 11″ est |                                           |
| 18 | Les nécropoles de Saint-Marcel             | (angle bd Arago & av. Gobelins)                                                   | Disparu entre juin 2012 et juin 2014.                                        | 48° 50′ 12″ nord, 2° 21′ 07″ est |                                           |
| 19 | La chocolaterie Meunier Lombart            | Croisement des Avenue de Choisy et Rue de la Vistule                              | Disparu après mai 2018 (construction de la cité scolaire Gabriel Fauré).     | 48° 49′ 25″ nord, 2° 21′ 43″ est |                                           |
| 20 | Place de la collégiale                     | 81 boulevard Saint-Marcel                                                         |                                                                              | 48° 50′ 12″ nord, 2° 21′ 09″ est |                                           |
| 21 | Cimetière de Sainte-Catherine              | 51 boulevard Saint-Marcel                                                         |                                                                              | 48° 50′ 17″ nord, 2° 21′ 21″ est |                                           |
| 22 | La folie du treizième                      | 20 rue Le Brun                                                                    |                                                                              | 48° 50′ 11″ nord, 2° 21′ 17″ est |                                           |
| 23 | Le marché aux chevaux                      | 3 boulevard Saint-Marcel                                                          |                                                                              | 48° 50′ 22″ nord, 2° 21′ 40″ est |                                           |
| 24 | Le village d'Austerlitz et de la cité Doré | Place Pinel                                                                       |                                                                              | 48° 50′ 01″ nord, 2° 21′ 43″ est |                                           |
| 25 |                                            |                                                                                   | Disparu                                                                      |                                  |                                           |
| 26 | Gare d'Austerlitz                          | 85 quai d'Austerlitz (à l'entrée de la cour des taxis)                            | Disparu entre mai 2012 et juillet 2014 (suppression de la grille de clôture) | 48° 50′ 35″ nord, 2° 21′ 58″ est |                                           |
| 27 | La verrerie à bouteilles                   | Croisement des rue Raymond-Aron et quai François-Mauriac                          |                                                                              | 48° 50′ 07″ nord, 2° 22′ 32″ est |                                           |
| 28 | Cité Jeanne d'Arc                          | 70 rue Jeanne d'Arc                                                               |                                                                              | 48° 49′ 56″ nord, 2° 21′ 55″ est |                                           |
| 29 | Cité du Refuge                             | 12 rue Cantagrel                                                                  |                                                                              | 48° 49′ 36″ nord, 2° 22′ 36″ est |                                           |
| 30 |                                            |                                                                                   | Disparu                                                                      |                                  |                                           |
| 31 |                                            |                                                                                   | Disparu                                                                      |                                  |                                           |
| 32 | La Salpêtrière                             | 47 boulevard de l'Hôpital                                                         |                                                                              | 48° 50′ 25″ nord, 2° 21′ 47″ est | (août 2021 : importants travaux en cours) |
| 33 | Le puits artésien                          | 5 place Paul-Verlaine                                                             |                                                                              | 48° 49′ 39″ nord, 2° 21′ 09″ est |                                           |
| 34 | Le Palais du Peuple                        | 29 rue des Cordelières                                                            |                                                                              | 48° 50′ 00″ nord, 2° 20′ 55″ est |                                           |
| 35 | Une école d'Expert                         | 8 rue Küss                                                                        |                                                                              | 48° 49′ 20″ nord, 2° 21′ 03″ est |                                           |
| 36 | Le Mobilier national                       | 1 rue Berbier-du-Mets                                                             |                                                                              | 48° 50′ 00″ nord, 2° 21′ 04″ est |                                           |
| 37 | L'enceinte du Paris de Louis XVI           | Face au 3 rue Bruant                                                              |                                                                              | 48° 50′ 07″ nord, 2° 21′ 59″ est |                                           |
| 38 | Les moulins de la Salpêtrière              | 56 rue Jenner                                                                     |                                                                              | 48° 50′ 11″ nord, 2° 21′ 35″ est |                                           |
| 39 | L'École des Arts et Métiers                | 151 boulevard de l'Hôpital                                                        |                                                                              | 48° 50′ 01″ nord, 2° 21′ 30″ est |                                           |
| 40 | Les usines Delahaye                        | 11 rue Pirandello                                                                 |                                                                              | 48° 50′ 12″ nord, 2° 21′ 23″ est |                                           |
| 41 | Le viaduc d'Austerlitz                     | Quai d'Austerlitz (au premier pilier du viaduc du métro hors enceinte de la gare) | Disparu entre mai 2012 et mai 2014 (suppression de la grille d'enceinte)     | 48° 50′ 34″ nord, 2° 22′ 00″ est |                                           |
| 42 |                                            |                                                                                   | Disparu                                                                      |                                  |                                           |
| 43 |                                            |                                                                                   | Disparu                                                                      |                                  |                                           |
| 44 | Le village des Olympiades                  | Croisement de la rue de Tolbiac et de la rue Baudricourt                          |                                                                              | 48° 49′ 36″ nord, 2° 21′ 50″ est |                                           |
| 45 | Le Théâtre des Gobelins                    | 73 avenue des Gobelins                                                            |                                                                              | 48° 50′ 01″ nord, 2° 21′ 18″ est |                                           |
| 46 | L'École Estienne                           | 18 boulevard Auguste-Blanqui (à gauche du portail)                                | Disparu entre juin 2015 et juillet 2016.                                     | 48° 49′ 51″ nord, 2° 21′ 09″ est |                                           |
| 47 | Le gratte-ciel n°1                         | 33 rue Croulebarbe                                                                |                                                                              | 48° 49′ 58″ nord, 2° 21′ 04″ est |                                           |
| 48 | La maison Planeix                          | 26 boulevard Masséna                                                              |                                                                              | 48° 49′ 24″ nord, 2° 22′ 25″ est |                                           |
| 49 | Les Augustines                             | 29 rue de la Santé                                                                |                                                                              | 48° 50′ 10″ nord, 2° 20′ 31″ est |                                           |
| 50 | La place d'Italie et la Mairie             | 1 place d'Italie                                                                  |                                                                              | 48° 49′ 57″ nord, 2° 21′ 20″ est |                                           |
| 51 | Le quartier de la Glacière                 | 127 rue de la Glacière                                                            |                                                                              | 48° 49′ 36″ nord, 2° 20′ 29″ est |                                           |
| 52 | Sainte-Anne de la Maison Blanche           | 77 rue Bobillot                                                                   |                                                                              | 48° 49′ 34″ nord, 2° 21′ 02″ est |                                           |
| 53 |                                            |                                                                                   | Disparu                                                                      |                                  |                                           |
| 54 | La Butte aux Cailles                       | Place de la Commune-de-Paris (face au 7 rue de l'Espérance)                       | Disparu entre mai 2019 et juillet 2020.                                      | 48° 49′ 39″ nord, 2° 20′ 55″ est |                                           |
| 55 | Le premier immeuble social                 | 45 rue Jeanne-d'Arc                                                               |                                                                              | 48° 49′ 50″ nord, 2° 22′ 02″ est |                                           |
| 56 |                                            |                                                                                   | Disparu                                                                      |                                  |                                           |
| 57 | Paul et Virginie                           | 16 rue de la Reine-Blanche                                                        |                                                                              | 48° 50′ 12″ nord, 2° 21′ 15″ est |                                           |
| 58 | Les Frigos                                 | Angle Rue Neuve-Tolbiac-Rue des Frigos                                            |                                                                              | 48° 49′ 55″ nord, 2° 22′ 45″ est |                                           |

### 14earrondissement
| #  | Titre                             | Localisation                                                                        | Note | Coordonnées                      | Illus. |
| -- | --------------------------------- | ----------------------------------------------------------------------------------- | ---- | -------------------------------- | ------ |
| 1  | Ateliers d'Artistes               | 77 avenue Denfert-Rochereau                                                         |      | 48° 50′ 09″ nord, 2° 20′ 03″ est |        |
| 2  | Ateliers d'Artistes               | 9 rue Campagne-Première                                                             |      | 48° 50′ 24″ nord, 2° 19′ 59″ est |        |
| 3  | Café d'Edgar                      | 58 boulevard Edgar-Quinet                                                           |      | 48° 50′ 29″ nord, 2° 19′ 28″ est |        |
| 4  | Catacombes                        | 1 avenue du Colonel-Henri-Rol-Tanguy                                                |      | 48° 50′ 02″ nord, 2° 19′ 57″ est |        |
| 5  | Cité Internationale Universitaire | 17 boulevard Jourdan                                                                |      | 48° 49′ 18″ nord, 2° 20′ 15″ est |        |
| 6  | Hôpital Cochin                    | 27 rue du Faubourg-Saint-Jacques                                                    |      | 48° 50′ 15″ nord, 2° 20′ 20″ est |        |
| 7  | Ancienne abbaye de Port-Royal     | Croisement des boulevard de Port-Royal et rue du Faubourg-Saint-Jacques             |      | 48° 50′ 20″ nord, 2° 20′ 23″ est |        |
| 8  | Pavillon des Fontainiers          | 42 avenue de l'Observatoire                                                         |      | 48° 50′ 14″ nord, 2° 20′ 11″ est |        |
| 9  | Gare de Denfert-Rochereau         | 3 place Denfert-Rochereau                                                           |      | 48° 50′ 00″ nord, 2° 20′ 01″ est |        |
| 10 | Ancien Hôtel de Massa             | 38 rue du Faubourg-Saint-Jacques                                                    |      | 48° 50′ 10″ nord, 2° 20′ 16″ est |        |
| 11 | Cimetière du Montparnasse         | 3 boulevard Edgar-Quinet                                                            |      | 48° 50′ 25″ nord, 2° 19′ 40″ est |        |
| 12 | Théâtre Montparnasse              | 31 rue de la Gaité                                                                  |      | 48° 50′ 23″ nord, 2° 19′ 25″ est |        |
| 13 | Parc de Montsouris                | Dans le parc Montsouris, entrée située Boulevard Jourdan-Gare de Cité universitaire |      | 48° 49′ 13″ nord, 2° 20′ 22″ est |        |
| 14 | Église Notre-Dame du Travail      | 59 rue Vercingétorix                                                                |      | 48° 50′ 11″ nord, 2° 19′ 02″ est |        |
| 15 | L'Observatoire                    | 61 avenue de l'Observatoire                                                         |      | 48° 50′ 13″ nord, 2° 20′ 12″ est |        |
| 16 | Église Saint-Pierre de Montrouge  | Croisement des avenue du Général-Leclerc et avenue du Maine                         |      | 48° 49′ 42″ nord, 2° 19′ 37″ est |        |
| 17 | Le bal de la Grande Chaumière     | 120 boulevard du Montparnasse                                                       |      | 48° 50′ 29″ nord, 2° 19′ 50″ est |        |
| 18 | Les Pavillons d'Octroi de Ledoux  | Place Denfert-Rochereau                                                             |      | 48° 50′ 03″ nord, 2° 19′ 56″ est |        |
| 19 | Le Lion de Belfort                | Au centre de la place Denfert-Rochereau                                             |      | 48° 50′ 03″ nord, 2° 19′ 56″ est |        |

### 15earrondissement
| #  | Titre                         | Localisation | Note                                                                    | Coordonnées                      | Illus. |
| -- | ----------------------------- | --- | ----------------------------------------------------------------------- | -------------------------------- | ------ |
| 1  | La Ruche                      | 2 passage de Dantzig |                                                                         | 48° 49′ 57″ nord, 2° 17′ 50″ est |        |
| 2  | Manufacture du comte d'Artois | Place de la Laïcité, croisement de la rue Cauchy et du quai André-Citroën, entrée du parc André-Citroën (à la droite du portail).      |                                                                         | 48° 50′ 36″ nord, 2° 16′ 28″ est |        |
| 3  | Citroën                       | Croisement de la rue Cauchy et du quai André-Citroën, entrée du parc André-Citroën ; disparu après 2014 (à la gauche du même portail). |                                                                         | 48° 50′ 36″ nord, 2° 16′ 29″ est |        |
| 4  | Petite Ceinture               | Place de la Porte-de-Versailles |                                                                         | 48° 49′ 55″ nord, 2° 17′ 17″ est |        |
| 5  | Chateaubriand                 | Quai Branly (derrière la promenade d'Australie)                                                                                        |                                                                         | 48° 51′ 19″ nord, 2° 17′ 21″ est |        |
| 6  | Les chiffonniers              | 208 rue Saint-Charles |                                                                         | 48° 50′ 21″ nord, 2° 16′ 44″ est |        |
| 7  | Le choléra                    | Rue de Vaugirard, sous le viaduc de la Petite Ceinture                                                                                 |                                                                         | 48° 50′ 01″ nord, 2° 17′ 23″ est |        |
| 8  | Usine à gaz                   | Croisement des rues Mademoiselle et du Docteur-Jacquemaire-Clemenceau                                                                  |                                                                         | 48° 50′ 37″ nord, 2° 17′ 51″ est |        |
| 9  | Fête de la Raison             | Place Henri-Rollet |                                                                         | 48° 50′ 09″ nord, 2° 17′ 36″ est |        |
| 10 | Les fortifications            | 10 boulevard Victor |                                                                         | 48° 50′ 10″ nord, 2° 16′ 41″ est |        |
| 11 | L'abbé Groult                 | 137 rue de l'Abbé-Groult |                                                                         | 48° 50′ 09″ nord, 2° 18′ 09″ est |        |
| 12 | Mademoiselle                  | Place Étienne-Pernet, côté de l'église Saint-Jean-Baptiste de Grenelle                                                                 |                                                                         | 48° 50′ 36″ nord, 2° 17′ 35″ est |        |
| 13 | Les moulins                   | 307 rue Lecourbe | Disparu entre mai 2018 et avril 2019 (remplacement de la construction). | 48° 50′ 16″ nord, 2° 17′ 11″ est |        |
| 14 | Auberge du Soleil d'or        | 226 rue de Vaugirard |                                                                         | 48° 50′ 27″ nord, 2° 18′ 18″ est |        |
| 15 | Sous-sol                      | Place de la Porte-de-Versailles |                                                                         | 48° 49′ 56″ nord, 2° 17′ 20″ est |        |
| 16 | Village suisse                | Débouché de la rue du Général-Baratier sur l'avenue de La Motte-Picquet                                                                |                                                                         | 48° 51′ 02″ nord, 2° 17′ 59″ est |        |
| 17 |                               | |                                                                         |                                  |        |
| 18 | Cimetière de Vaugirard        | 12 boulevard Pasteur |                                                                         | 48° 50′ 40″ nord, 2° 18′ 40″ est |        |
| 19 | La poudrerie                  | Place Dupleix |                                                                         | 48° 51′ 06″ nord, 2° 17′ 44″ est |        |
| 20 | Les abattoirs                 | ancien 38, actuel 42 rue des Morillons ou 8 place Jacques Marette                                                                      |                                                                         | 48° 49′ 57″ nord, 2° 18′ 04″ est |        |

### 16earrondissement
| #  | Titre                                | Localisation | Note    | Coordonnées                      | Illus. |
| -- | ------------------------------------ | --- | ------- | -------------------------------- | ------ |
| 1  | La pompe à feu des frères Périer     | 4 avenue de New-York                                                                                                   |         | 48° 51′ 51″ nord, 2° 18′ 00″ est |        |
| 2  |                                      | | Disparu |                                  |        |
| 3  |                                      | | Disparu |                                  |        |
| 4  | Place du Trocadéro                   | Place du Trocadéro |         | 48° 51′ 44″ nord, 2° 17′ 15″ est |        |
| 5  | Le puits artésien de Passy           | Croisement de l'avenue Henri-Martin et du square Lamartine                                                             |         | 48° 51′ 52″ nord, 2° 16′ 30″ est |        |
| 6  | Avenue Foch                          | Avenue Foch (au niveau du croisement avec l'avenue Bugeaud)                                                            |         | 48° 52′ 17″ nord, 2° 16′ 40″ est |        |
| 7  | Porte Maillot                        | Croisement des rue Joseph-et-Marie-Hackin, boulevard André-Maurois et Route de la Porte des Sablons à la Porte Maillot |         | 48° 52′ 39″ nord, 2° 16′ 45″ est |        |
| 8  | Bagatelle                            | Entrée ouest des Jardins de Bagatelle.                                                                                 |         | 48° 52′ 18″ nord, 2° 14′ 48″ est |        |
| 9  | Abbaye de Longchamp                  | À l'entrée principale de l'Hippodrome de Longchamp.                                                                    |         | 48° 51′ 43″ nord, 2° 13′ 50″ est |        |
| 10 | Le Pré Catelan                       | Croisement de la route de Suresnes et de la route des Lacs à Bagatelle (bois de Boulogne)                              |         | 48° 52′ 00″ nord, 2° 15′ 15″ est |        |
| 11 | Le Ranelagh                          | Croisement de l'avenue Raphaël et de l'avenue Ingres                                                                   |         | 48° 51′ 26″ nord, 2° 15′ 58″ est |        |
| 12 | Château seigneurial de Passy         | Croisement de la rue Raynouard et de la rue du Ranelagh                                                                |         | 48° 51′ 13″ nord, 2° 16′ 37″ est |        |
| 13 | Hôtel de Valentinois                 | Croisement de la rue Raynouard et de la rue Singer                                                                     |         | 48° 51′ 17″ nord, 2° 16′ 47″ est |        |
| 14 | La Maison de Balzac                  | 47 rue Raynouard |         | 48° 51′ 19″ nord, 2° 16′ 51″ est |        |
| 15 | Les Delessert à Passy                | 19 rue Raynouard |         | 48° 51′ 26″ nord, 2° 17′ 00″ est |        |
| 16 | Ancien domaine des Génovéfains       | 1 rue Chardon-Lagache                                                                                                  |         | 48° 50′ 49″ nord, 2° 16′ 07″ est |        |
| 17 | Hôtel Véron                          | 14 rue d'Auteuil |         | 48° 50′ 52″ nord, 2° 16′ 04″ est |        |
| 18 | Hôtel de Verrières                   | 45-47 rue d'Auteuil |         | 48° 50′ 52″ nord, 2° 15′ 54″ est |        |
| 19 | Le hameau Boileau                    | 38 rue Boileau |         | 48° 50′ 40″ nord, 2° 15′ 49″ est |        |
| 20 | Les salons d'Auteuil                 | 55 rue d'Auteuil |         | 48° 50′ 52″ nord, 2° 15′ 48″ est |        |
| 21 | Château de la Tuilerie               | Croisement de la rue de l'Assomption et de l'avenue du Général-Dubail                                                  |         | 48° 51′ 14″ nord, 2° 16′ 18″ est |        |
| 22 | Le monument à Alphand                | 17-22 avenue Foch |         | 48° 52′ 26″ nord, 2° 17′ 24″ est |        |
| 23 | Le musée Clemenceau                  | 8 rue Benjamin-Franklin                                                                                                |         | 48° 51′ 33″ nord, 2° 17′ 06″ est |        |
| 24 | Anna de Noailles                     | 40 rue Scheffer |         | 48° 51′ 45″ nord, 2° 16′ 54″ est |        |
| 25 | Paul Valéry (1871-1945)              | 40 rue Paul-Valéry |         | 48° 52′ 19″ nord, 2° 17′ 18″ est |        |
| 26 | Joseph Kessel (1898-1979)            | 15 boulevard Lannes |         | 48° 52′ 06″ nord, 2° 16′ 24″ est |        |
| 27 | Atelier d'Henri Bouchard (1875-1960) | 25 rue de l'Yvette |         | 48° 51′ 13″ nord, 2° 15′ 57″ est |        |
| 28 | La fondation Le Corbusier            | 55 rue du Docteur-Blanche                                                                                              |         | 48° 51′ 09″ nord, 2° 15′ 52″ est |        |
| 29 | Bergson                              | 47 boulevard de Beauséjour                                                                                             |         | 48° 51′ 24″ nord, 2° 16′ 05″ est |        |
| 30 | Le Castel Béranger                   | 14 rue Jean-de-La-Fontaine                                                                                             |         | 48° 51′ 08″ nord, 2° 16′ 28″ est |        |
| 31 | Marcel Proust                        | 44 rue de l'Amiral-Hamelin                                                                                             |         | 48° 52′ 05″ nord, 2° 17′ 30″ est |        |
| 32 | Le grenier des Goncourt              | 67 boulevard de Montmorency                                                                                            |         | 48° 51′ 02″ nord, 2° 15′ 45″ est |        |
| 33 | La naissance du métropolitain        | 89 avenue de la Grande-Armée                                                                                           |         | 48° 52′ 37″ nord, 2° 17′ 02″ est |        |
| 34 | Les derniers jours de Baudelaire     | 1 rue du Dôme |         | 48° 52′ 17″ nord, 2° 17′ 30″ est |        |
| 35 | Dernière demeure de Victor Hugo      | 124 avenue Victor-Hugo                                                                                                 |         | 48° 52′ 04″ nord, 2° 16′ 49″ est |        |
| 36 | L'atelier de Carpeaux                | 39 boulevard Exelmans                                                                                                  |         | 48° 50′ 29″ nord, 2° 15′ 47″ est |        |

### 17earrondissement
| #  | Titre                                    | Localisation                                                                                                 | Note    | Coordonnées                      | Illus. |
| -- | ---------------------------------------- | --- | ------- | -------------------------------- | ------ |
| 1  | La chapelle de la Compassion             | Place du Général-Kœnig, croisement du boulevard d'Aurelle-de-Paladines et de l'avenue de la Porte-des-Ternes |         | 48° 52′ 53″ nord, 2° 17′ 00″ est |        |
| 2  | Le château des Ternes                    | 17 rue Pierre-Demours                                                                                        |         | 48° 52′ 50″ nord, 2° 17′ 35″ est |        |
| 3  | Place des Ternes                         | 1 Place des Ternes                                                                                           |         | 48° 52′ 41″ nord, 2° 17′ 51″ est |        |
| 4  | Porte de Champerret                      | 5 place de la Porte-de-Champerret                                                                            |         | 48° 53′ 09″ nord, 2° 17′ 25″ est |        |
| 5  | Les frères Péreire                       | Place du Maréchal-Juin, devant la gare de Pereire - Levallois                                                |         | 48° 53′ 07″ nord, 2° 17′ 52″ est |        |
| 6  | La Villa des Ternes                      | Croisement des rues Saint-Ferdinand et d'Armaillé, devant l'église Saint-Ferdinand-des-Ternes                |         | 48° 52′ 44″ nord, 2° 17′ 27″ est |        |
| 7  | L'usine de Monsieur Margueritte          | Croisement des rues Cardinet et Margueritte                                                                  |         | 48° 52′ 51″ nord, 2° 18′ 02″ est |        |
| 8  | Le Luna Park                             | | Disparu |                                  |        |
| 9  | Le château de Monceau                    | 23 rue Legendre                                                                                              |         | 48° 53′ 02″ nord, 2° 18′ 49″ est |        |
| 10 | Place du Général-Catroux                 | 17 place du Général-Catroux                                                                                  |         | 48° 53′ 00″ nord, 2° 18′ 33″ est |        |
| 11 | L'Hôtel Gaillard                         | Croisement de la rue Georges-Berger et de la place du Général-Catroux                                        |         | 48° 52′ 55″ nord, 2° 18′ 40″ est |        |
| 12 | La rue Fortuny                           | 48 rue Fortuny                                                                                               |         | 48° 52′ 58″ nord, 2° 18′ 29″ est |        |
| 13 | Place Prosper Goubaux                    | 2 avenue de Villiers                                                                                         |         | 48° 52′ 54″ nord, 2° 18′ 59″ est |        |
| 14 | Naissance de la statue de la Liberté     | 25 rue de Chazelles                                                                                          |         | 48° 52′ 48″ nord, 2° 18′ 16″ est |        |
| 15 | La défense de la Barrière de Clichy      | 7 place de Clichy                                                                                            |         | 48° 53′ 02″ nord, 2° 19′ 37″ est |        |
| 16 | Le Père Lathuille                        | 7 avenue de Clichy                                                                                           |         | 48° 53′ 04″ nord, 2° 19′ 37″ est |        |
| 17 | Le café Guerbois                         | 9 avenue de Clichy                                                                                           |         | 48° 53′ 04″ nord, 2° 19′ 37″ est |        |
| 18 | Le square des Batignolles                | Place Charles-Fillion                                                                                        |         | 48° 53′ 13″ nord, 2° 19′ 02″ est |        |
| 19 | Sainte-Marie-des-Batignolles             | Place du Docteur-Félix-Lobligeois                                                                            |         | 48° 53′ 12″ nord, 2° 19′ 06″ est |        |
| 20 | La révolution industrielle aux Épinettes | Croisement des rues Boulay et Ernest-Goüin, angle du square Ernest-Goüin                                     |         | 48° 53′ 38″ nord, 2° 19′ 04″ est |        |
| 21 | Place de la Mairie                       | 16-20 rue des Batignolles                                                                                    |         | 48° 53′ 04″ nord, 2° 19′ 19″ est |        |
| 22 | Le square des Épinettes                  | Croisement des rues Rue Collette et Maria-Deraismes                                                          |         | 48° 53′ 38″ nord, 2° 19′ 36″ est |        |
| 23 | Rue de Puteaux                           | 52 boulevard des Batignolles                                                                                 |         | 48° 52′ 58″ nord, 2° 19′ 20″ est |        |
| 24 | Stéphane Mallarmé (1842-1898)            | 89 rue de Rome                                                                                               |         | 48° 52′ 58″ nord, 2° 19′ 10″ est |        |
| 25 | La dernière demeure de Sarah Bernhardt   | 56 boulevard Pereire                                                                                         |         | 48° 53′ 16″ N, 2° 18′ 13″ E      |        |
| 26 | Gabriel Fauré                            | 154 boulevard Malesherbes                                                                                    |         | 48° 53′ 10″ nord, 2° 18′ 23″ est |        |
| 27 | Pierre Puvis de Chavannes                | 89 avenue de Villiers                                                                                        |         | 48° 53′ 03″ nord, 2° 18′ 07″ est |        |
| 28 | Claude Debussy (1862-1918)               | 58 rue Cardinet                                                                                              |         | 48° 52′ 59″ nord, 2° 18′ 25″ est |        |
| 29 | Musée Henner                             | 43 avenue de Villiers                                                                                        |         | 48° 52′ 59″ nord, 2° 18′ 27″ est |        |
| 30 | Rue Juliette Lamber                      | 30 rue Juliette-Lamber                                                                                       |         | 48° 53′ 20″ nord, 2° 18′ 16″ est |        |

### 18earrondissement
| #  | Titre                              | Localisation                                                  | Note                                                    | Coordonnées                      | Illus. |
| -- | ---------------------------------- | ------------------------------------------------------------- | ------------------------------------------------------- | -------------------------------- | ------ |
| 1  | La colline au Néolithique          | 4 place Saint-Pierre                                          |                                                         | 48° 53′ 05″ nord, 2° 20′ 39″ est |        |
| 2  | La Légende de saint Denis          | Rue Girardon, entrée du square Suzanne-Buisson                |                                                         | 48° 53′ 17″ nord, 2° 20′ 16″ est |        |
| 3  | Saint-Pierre de Montmartre         | Rue du Mont-Cenis, entrée de l'église                         |                                                         | 48° 53′ 12″ nord, 2° 20′ 29″ est |        |
| 4  | Naissance de la Compagnie de Jésus | 11 rue Yvonne-Le-Tac                                          | Disparu après 2008                                      | 48° 53′ 03″ nord, 2° 20′ 25″ est |        |
| 5  |                                    | Place des Abbesses                                            | (août 2021 : aucune pelle sur cette place)              |                                  |        |
| 6  | Église Saint-Jean-l'Évangéliste    | 17 rue des Abbesses                                           |                                                         | 48° 53′ 04″ nord, 2° 20′ 17″ est |        |
| 7  | Mairie de Montmartre               | Rue Saint-Éleuthère, débouché sur la rue du Mont-Cenis        |                                                         | 48° 53′ 12″ nord, 2° 20′ 29″ est |        |
| 8  | Le Bateau-Lavoir                   | 13 rue Ravignan                                               |                                                         | 48° 53′ 10″ nord, 2° 20′ 16″ est |        |
| 9  | Le Théâtre de l'Atelier            | Place Charles-Dullin                                          |                                                         | 48° 53′ 00″ nord, 2° 20′ 32″ est |        |
| 10 | La basilique du Sacré-Cœur         | Croisement des rues Azaïs et du Cardinal-Guibert              |                                                         | 48° 53′ 10″ nord, 2° 20′ 34″ est |        |
| 11 | La statue du chevalier de la Barre | Rue Azaïs, débouché sur la rue Saint-Éleuthère                |                                                         | 48° 53′ 10″ nord, 2° 20′ 30″ est |        |
| 12 | La fusillade du 18 Mars 1871       | Rue du Chevalier-de-La-Barre, débouché sur la rue de la Bonne |                                                         | 48° 53′ 14″ nord, 2° 20′ 36″ est |        |
| 13 | Départ en ballon de Gambetta       | 10 place Saint-Pierre                                         |                                                         | 48° 53′ 04″ nord, 2° 20′ 37″ est |        |
| 14 | Le parc d'artillerie de Montmartre | 15 rue Azaïs, débouché sur la rue Saint-Éleuthère             |                                                         | 48° 53′ 10″ nord, 2° 20′ 30″ est |        |
| 15 | Le dispensaire de Clemenceau       | 23 rue des Trois-Frères                                       |                                                         | 48° 53′ 05″ nord, 2° 20′ 28″ est |        |
| 16 |                                    | Rue Saint-Éleuthère                                           | (3 pelles déjà répertoriées)                            |                                  |        |
| 17 | Le Château des Brouillards         | Place Dalida                                                  |                                                         | 48° 53′ 18″ nord, 2° 20′ 17″ est |        |
| 18 | Le Maquis                          | 49 avenue Junot, angle avec la rue Caulaincourt               |                                                         | 48° 53′ 22″ nord, 2° 20′ 13″ est |        |
| 19 | La maison rose de Maurice Utrillo  | 13 rue des Saules                                             |                                                         | 48° 53′ 17″ nord, 2° 20′ 23″ est |        |
| 20 | Le Passe-Muraille                  | Place Marcel-Aymé                                             |                                                         | 48° 53′ 16″ nord, 2° 20′ 16″ est |        |
| 21 | La mire du Nord                    | 12 place Jean-Baptiste Clément                                |                                                         | 48° 53′ 13″ nord, 2° 20′ 22″ est |        |
| 22 | Le Moulin de la Galette            | 75 rue Lepic                                                  |                                                         | 48° 53′ 15″ nord, 2° 20′ 10″ est |        |
| 23 | L'Hôtel du comte de l'Escalopier   | 1 impasse Marie-Blanche                                       |                                                         | 48° 53′ 08″ nord, 2° 19′ 59″ est |        |
| 24 | Le Moulin-Rouge                    | 82 boulevard de Clichy                                        |                                                         | 48° 53′ 03″ nord, 2° 19′ 57″ est |        |
| 25 | L'Hippo-Palace                     | Rue Forest, débouché sur la rue Caulaincourt                  |                                                         | 48° 53′ 06″ nord, 2° 19′ 47″ est |        |
| 26 | Le cimetière de Montmartre         | Avenue Rachel, entrée du cimetière                            |                                                         | 48° 53′ 07″ nord, 2° 19′ 52″ est |        |
| 27 | Monument à la mémoire de Moncey    | Place de Clichy                                               |                                                         | 48° 53′ 01″ nord, 2° 19′ 39″ est |        |
| 28 | L'Élysée Montmartre                | 72 boulevard de Rochechouart                                  | Disparu entre avril 2018 et avril 2019, façade rénovée. | 48° 52′ 59″ nord, 2° 20′ 37″ est |        |
| 29 | Le Chat Noir                       | 84 boulevard de Rochechouart                                  |                                                         | 48° 52′ 58″ nord, 2° 20′ 34″ est |        |
| 30 | La Folie Sandrin                   | 22 rue Norvins                                                |                                                         | 48° 53′ 14″ nord, 2° 20′ 22″ est |        |
| 31 | Le mariage de Verlaine             | 14 rue Nicolet                                                | Disparu entre juillet 2014 et juin 2015.                | 48° 53′ 17″ nord, 2° 20′ 44″ est |        |
| 32 | La maison de Rose de Rosimond      | 12 rue Cortot                                                 |                                                         | 48° 53′ 16″ nord, 2° 20′ 26″ est |        |
| 33 | Le Lapin Agile                     | 32 rue Saint-Vincent                                          |                                                         | 48° 53′ 19″ nord, 2° 20′ 24″ est |        |
| 34 | Le bal du Château-Rouge            | Angle place du Château-Rouge boulevard Barbès                 |                                                         | 48° 53′ 15″ nord, 2° 20′ 59″ est |        |
| 35 | Mairie du XVIIIe arrondissement    | 74 rue du Mont-Cenis                                          |                                                         | 48° 53′ 32″ nord, 2° 20′ 39″ est |        |
| 36 | Le Cat's Cottage de Steinlen       | 73 rue Caulaincourt                                           |                                                         | 48° 53′ 23″ nord, 2° 20′ 13″ est |        |
| 37 | Le Sieur Chapelle                  | 4 rue de la Chapelle                                          |                                                         | 48° 53′ 26″ nord, 2° 21′ 37″ est |        |
| 38 | Louise Michel directrice d'école   | 22 rue Becquerel, débouché sur la rue du Mont-Cenis           |                                                         | 48° 53′ 18″ nord, 2° 20′ 32″ est |        |
| 39 | Les grands magasins Dufayel        | 24 rue de Clignancourt                                        |                                                         | 48° 53′ 08″ nord, 2° 20′ 51″ est |        |

### 19earrondissement
| #  | Titre                              | Localisation                                                               | Note                                      | Coordonnées                      | Illus. |
| -- | ---------------------------------- | -------------------------------------------------------------------------- | ----------------------------------------- | -------------------------------- | ------ |
| 1  | Cimetière des Juifs portugais      | 46 avenue de Flandre                                                       |                                           | 48° 53′ 14″ nord, 2° 22′ 22″ est |        |
| 2  | Salle de la Marseillaise           | 53 avenue de Flandre                                                       |                                           | 48° 53′ 15″ nord, 2° 22′ 21″ est |        |
| 3  | Couvent Sainte-Périne              | Croisement de l'avenue de Flandre et de la rue Riquet                      |                                           | 48° 53′ 18″ nord, 2° 22′ 25″ est |        |
| 4  | Manufacture de pianos Érard        | 110 avenue de Flandre                                                      |                                           | 48° 53′ 30″ nord, 2° 22′ 42″ est |        |
| 5  | La Villette                        | 134 avenue de Flandre                                                      |                                           | 48° 53′ 35″ nord, 2° 22′ 49″ est |        |
| 6  | Entrepôts généraux                 | 11 quai de la Gironde                                                      |                                           | 48° 53′ 38″ nord, 2° 23′ 05″ est |        |
| 7  | La Grande Halle                    | 213 avenue Jean Jaurès (à gauche de l'entrée du Café des concerts)         | Disparu (?) après octobre 2020.           | 48° 53′ 21″ nord, 2° 23′ 39″ est |        |
| 8  | Rotonde de la Villette             | Place de la Bataille-de-Stalingrad                                         |                                           | 48° 53′ 01″ nord, 2° 22′ 11″ est |        |
| 9  | Bassin de la Villette              | Croisement de la place de la Bataille-de-Stalingrad et du quai de la Seine |                                           | 48° 53′ 02″ nord, 2° 22′ 09″ est |        |
| 10 | Canal de l'Ourcq                   | Croisement du quai de l'Oise et de la place Paul-Delouvrier                |                                           | 48° 53′ 30″ nord, 2° 23′ 07″ est |        |
| 11 | Combat du Taureau                  | 3 avenue Mathurin-Moreau                                                   |                                           | 48° 52′ 41″ nord, 2° 22′ 16″ est |        |
| 12 | Gibet et voirie de Montfaucon      | Face au 53 rue de Meaux                                                    |                                           | 48° 52′ 53″ nord, 2° 22′ 25″ est |        |
| 13 | Fours-à-Chaux                      | 117 avenue Simon-Bolivar                                                   |                                           | 48° 52′ 44″ nord, 2° 22′ 27″ est |        |
| 14 | Rue Monjol                         | Angle rue Burnouf et rue Monjol                                            |                                           | 48° 52′ 35″ nord, 2° 22′ 27″ est |        |
| 15 | Parc des Buttes-Chaumont           | Croisement de la rue Botzaris et de l'avenue Simon-Bolivar                 |                                           | 48° 52′ 34″ nord, 2° 22′ 53″ est |        |
| 16 | Moulin de la Galette               | Rue Fessart, angle rue Clavel                                              |                                           | 48° 52′ 36″ nord, 2° 23′ 02″ est |        |
| 17 | Les Folies de Belleville           | Croisement des rues de Belleville et Jules-Romains                         | (absence constatée le 9 juillet 2021)     | 48° 52′ 21″ nord, 2° 22′ 43″ est |        |
| 18 | Belleville                         | 139 rue de Belleville                                                      |                                           | 48° 52′ 31″ nord, 2° 23′ 22″ est |        |
| 19 | Regard de la Lanterne              | 7 rue Augustin-Thierry                                                     |                                           | 48° 52′ 33″ nord, 2° 23′ 39″ est |        |
| 20 | Hôpital Fernand-Widal              | 200 rue du Faubourg-Saint-Denis                                            | (voir le n°20 dans le 10e arrondissement) | 48° 52′ 54″ nord, 2° 21′ 30″ est |        |
| 21 | Les carrières d'Amérique           | 30 rue David-d'Angers                                                      |                                           | 48° 52′ 55″ nord, 2° 23′ 33″ est |        |
| 22 | Compagnons charpentiers du Devoir  | 161 avenue Jean Jaurès                                                     | Disparu avant avril 2008.                 |                                  |        |
| 23 | Marché aux bestiaux de la Villette | 213 avenue Jean Jaurès                                                     |                                           | 48° 53′ 21″ nord, 2° 23′ 36″ est |        |

### 20earrondissement
| #  | Titre                                  | Localisation                                                                                | Note                                                                     | Coordonnées                      | Illus. |
| -- | -------------------------------------- | ------------------------------------------------------------------------------------------- | ------------------------------------------------------------------------ | -------------------------------- | ------ |
| 1  | Maison de l'ancien village de Charonne | 104 rue de Bagnolet                                                                         | Disparu avant mai 2008 (?)                                               |                                  |        |
| 2  | Église Saint-Germain de Charonne       | Face au 118 rue de Bagnolet                                                                 |                                                                          | 48° 51′ 37″ nord, 2° 24′ 14″ est |        |
| 3  | Pavillon de l'Ermitage                 | 148 rue de Bagnolet                                                                         |                                                                          | 48° 51′ 44″ nord, 2° 24′ 23″ est |        |
| 4  | Casque d'Or                            | Angles des rues des Pyrénées et de Bagnolet                                                 |                                                                          | 48° 51′ 34″ nord, 2° 24′ 08″ est |        |
| 5  | Catastrophe du 10 Août 1903            | 62 boulevard de Belleville                                                                  |                                                                          | 48° 52′ 09″ nord, 2° 22′ 51″ est |        |
| 6  | Barrière de Belleville                 | 4 boulevard de Belleville                                                                   |                                                                          | 48° 52′ 02″ nord, 2° 23′ 00″ est |        |
| 7  | La Courtille                           | 6 rue de Belleville                                                                         |                                                                          | 48° 52′ 20″ nord, 2° 22′ 39″ est |        |
| 8  | La Taverne Desnoyez                    | 10 rue de Belleville                                                                        |                                                                          | 48° 52′ 21″ nord, 2° 22′ 42″ est |        |
| 9  | Taverne du bagne de Maxime Lisbonne    | 12 rue de Belleville                                                                        |                                                                          | 48° 52′ 21″ nord, 2° 22′ 43″ est |        |
| 10 | Théâtre de Belleville                  | 48 rue de Belleville                                                                        |                                                                          | 48° 52′ 23″ nord, 2° 22′ 53″ est |        |
| 11 | L'Île d'Amour                          | 10 rue du Jourdain                                                                          | Disparu entre avril et octobre 2016. (façade inchangée)                  | 48° 52′ 31″ nord, 2° 23′ 23″ est |        |
| 12 | Lac de Saint-Fargeau                   | 298 rue de Belleville                                                                       |                                                                          | 48° 52′ 35″ nord, 2° 24′ 15″ est |        |
| 13 | Cimetière de Belleville                | 260 rue de Belleville                                                                       |                                                                          | 48° 52′ 32″ nord, 2° 24′ 03″ est |        |
| 14 | La Bellevilloise                       | 21 rue Boyer                                                                                |                                                                          | 48° 52′ 06″ nord, 2° 23′ 32″ est |        |
| 15 | Les sources de Belleville              | Angle des rues des Cascades et Levert                                                       |                                                                          | 48° 52′ 22″ nord, 2° 23′ 23″ est |        |
| 16 | Hôpital Tenon                          | 4 rue de la Chine                                                                           |                                                                          | 48° 51′ 57″ nord, 2° 24′ 02″ est |        |
| 17 |                                        | Angle des rues Sorbier et Villiers-de-L'Isle-Adam                                           | Disparu                                                                  |                                  |        |
| 18 | Cabaret du Pistolet                    | 45 rue des Couronnes, entrée du parc de Belleville                                          |                                                                          | 48° 52′ 13″ nord, 2° 23′ 05″ est |        |
| 19 | Ligue de la Régénération Humaine       | 27 rue de la Duée                                                                           |                                                                          | 48° 52′ 17″ nord, 2° 23′ 49″ est |        |
| 20 | Villa Faucheur                         | 11 rue des Envierges                                                                        |                                                                          | 48° 52′ 19″ nord, 2° 23′ 11″ est |        |
| 21 | Mairie du vingtième Arrondissement     | 44 avenue Gambetta                                                                          |                                                                          | 48° 51′ 55″ nord, 2° 23′ 56″ est |        |
| 22 |                                        | Passage Dieu                                                                                | Disparu                                                                  |                                  |        |
| 23 | Villa des otages                       | 85 rue Haxo                                                                                 |                                                                          | 48° 52′ 28″ nord, 2° 24′ 11″ est |        |
| 24 | Église Notre-Dame de la Croix          | 2 bis rue Julien-Lacroix                                                                    |                                                                          | 48° 52′ 06″ nord, 2° 23′ 11″ est |        |
| 25 | Ancienne gare de Ménilmontant          | 12 Rue de la Mare                                                                           |                                                                          | 48° 52′ 09″ nord, 2° 23′ 18″ est |        |
| 26 | Cimetière du Père-Lachaise             | Boulevard de Ménilmontant, à gauche de l'entrée principale du cimetière                     |                                                                          | 48° 51′ 37″ nord, 2° 23′ 21″ est |        |
| 27 | Maison de Nicolas Carré de Baudoin     | 121 rue de Ménilmontant                                                                     |                                                                          | 48° 52′ 12″ nord, 2° 23′ 38″ est |        |
| 28 | Les Saints-Simoniens                   | 145 rue de Ménilmontant                                                                     |                                                                          | 48° 52′ 13″ nord, 2° 23′ 49″ est |        |
| 29 | La Campagne à Paris                    | 1 rue Géo-Chavez                                                                            |                                                                          | 48° 51′ 53″ nord, 2° 24′ 30″ est |        |
| 30 | Boulevard Mortier                      | Boulevard Mortier, débouché sur l'avenue de la Porte-de-Bagnolet, entrée du square Séverine |                                                                          | 48° 51′ 54″ nord, 2° 24′ 32″ est |        |
| 31 | Allée de Madame                        | 71 rue des Orteaux                                                                          |                                                                          | 48° 51′ 22″ nord, 2° 24′ 18″ est |        |
| 32 | Château de Ménilmontant                | 128 rue Pelleport                                                                           |                                                                          | 48° 52′ 14″ nord, 2° 23′ 58″ est |        |
| 33 | Anciennes carrières à plâtre           | 15 rue des Plâtrières                                                                       |                                                                          | 48° 52′ 05″ nord, 2° 23′ 24″ est |        |
| 34 | La Goutte de Lait de Belleville        | 126 boulevard de Belleville                                                                 | Disparu entre août 2017 et mai 2018 (était au bord gauche de la façade). | 48° 52′ 18″ nord, 2° 22′ 40″ est |        |
| 35 | Rue Saint-Blaise                       | 2 rue Saint-Blaise                                                                          |                                                                          | 48° 51′ 36″ nord, 2° 24′ 16″ est |        |
| 36 | Le télégraphe Chappe                   | 40 rue du Télégraphe                                                                        |                                                                          | 48° 52′ 28″ nord, 2° 23′ 57″ est |        |
| 37 | Rue des Vignoles                       | Angle des rues des Vignoles et des Orteaux                                                  |                                                                          | 48° 51′ 23″ nord, 2° 24′ 11″ est |        |
| 38 | Place des Grès                         | 44 rue Saint-Blaise                                                                         |                                                                          | 48° 51′ 32″ nord, 2° 24′ 21″ est |        |
| 39 | Patronage Saint-Pierre                 | 15 rue du Retrait                                                                           |                                                                          | 48° 52′ 06″ nord, 2° 23′ 42″ est |        |

## Autres villes
Bien que dessinés spécifiquement pour Paris, les panneaux sont utilisés par d'autres villes, comme Asnières-sur-Seine, Issy-les-Moulineaux, Joinville-le-Pont, Noisy-le-Sec, Osny, Compiègne, etc. Le blason de Paris y est remplacé par les armoiries ou le logo de ces villes.

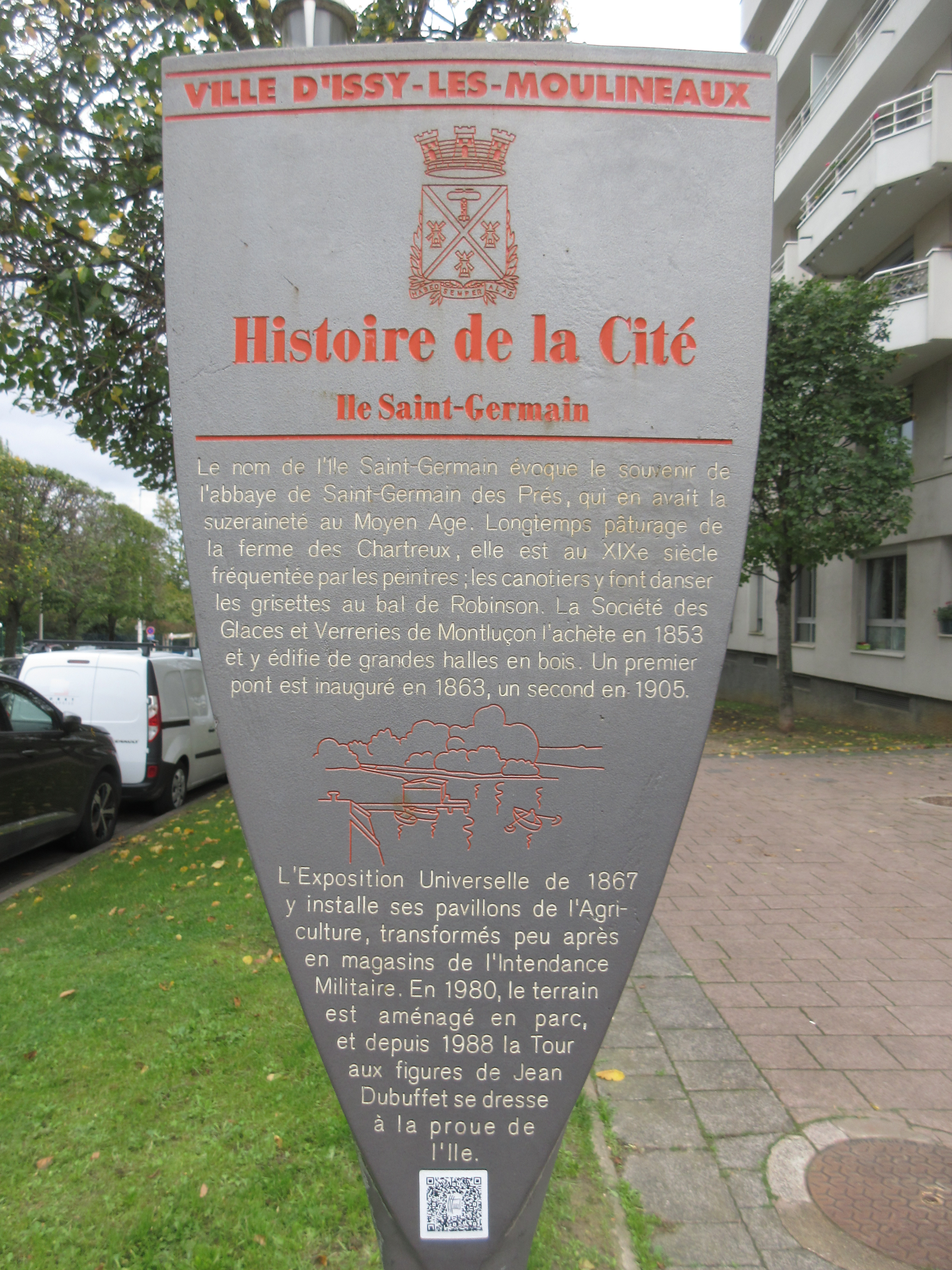
Panneau Histoire de la Cité concernant l'ile Saint-Germain à Issy-les-Moulineaux
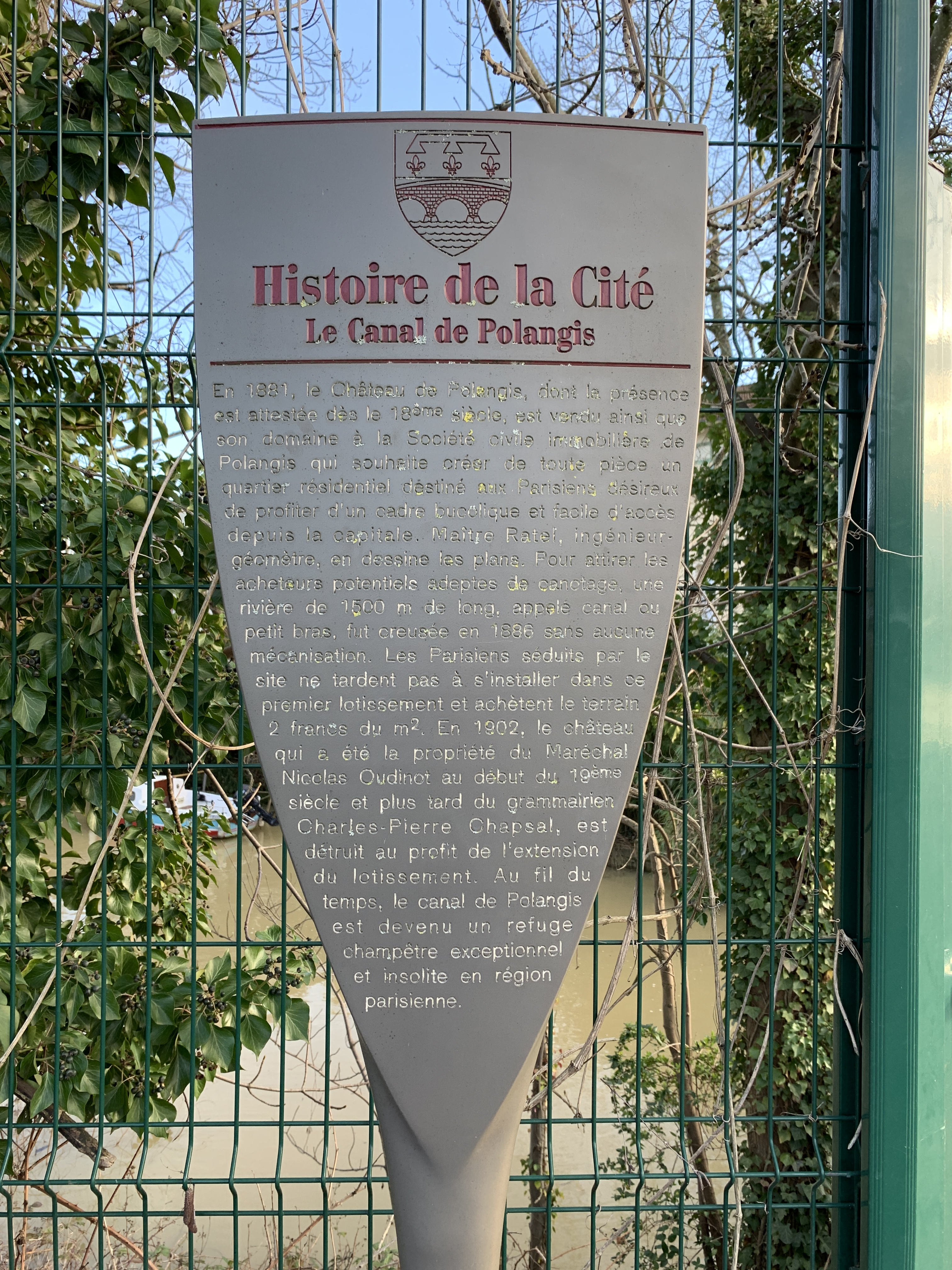
Panneau touristique à Joinville-le-Pont, décrivant le canal de Polangis.
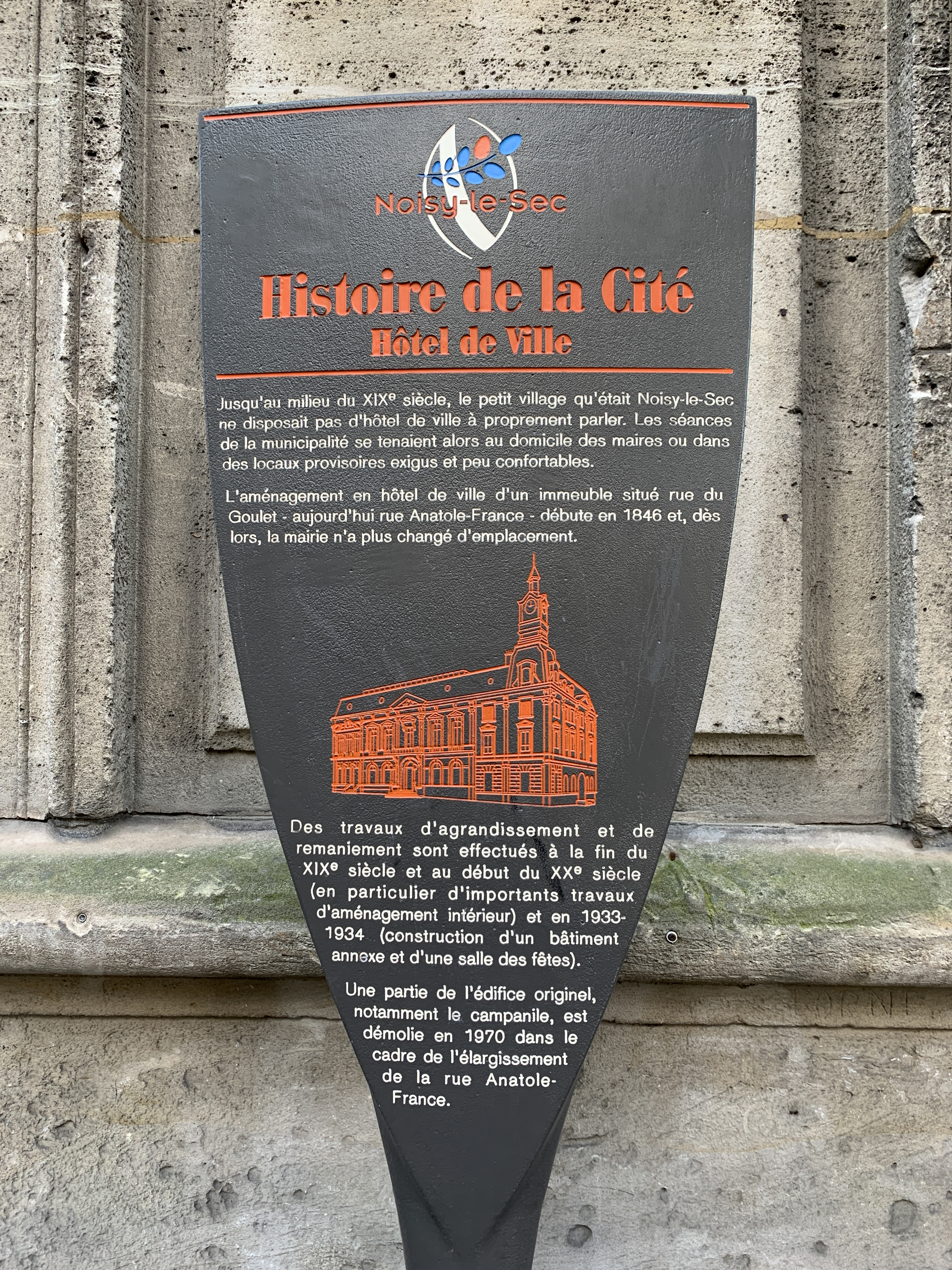
Panneau à Noisy-le-Sec, concernant l'hôtel de ville.
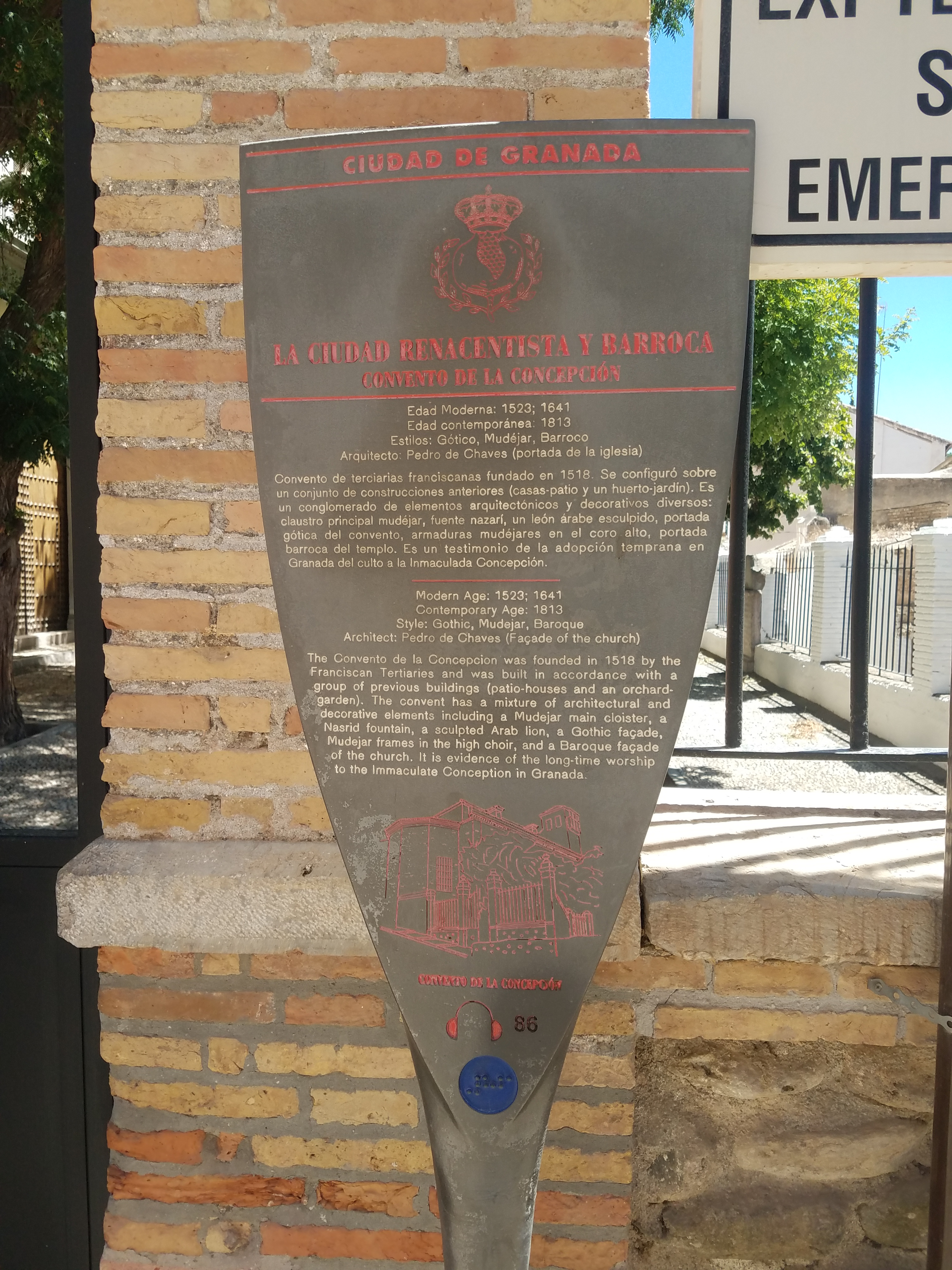
Panneau historique à Grenade (Espagne) présentant le couvent de la Conception.